# Pazifismus

Bekanntes Friedenszeichen, ursprünglich Logo der britischen Kampagne zur nuklearen Abrüstung (Campaign for Nuclear Disarmament), entworfen 1958 von Gerald Holtom

Pazifismus (von lateinisch pax ‚Frieden‘, und facere ‚machen, tun, handeln‘) ist eine weltanschauliche Strömung, die jeglichen Krieg als Mittel der Auseinandersetzung ablehnt und den Verzicht auf Rüstung und militärische Ausbildung fordert. Diese Bewegung setzt auf Soziale Verteidigung und Zivilen Ungehorsam als geeignete Mittel gegen bewaffnete Besetzungen. Pazifisten stehen für eine ethische Grundhaltung, die danach strebt, bewaffnete Konflikte zu vermeiden, zu verhindern und die Bedingungen für dauerhaften Frieden zu schaffen. Strenge Auslegungen lehnen jede Form der Gewaltanwendung kategorisch ab und treten für vollkommene Gewaltlosigkeit ein.
Der moderne Pazifismus entwickelte sich im 19. Jahrhundert in den Friedensgesellschaften, ihre internationale Zentrale wurde 1891 als Bureau International Permanent de la Paix gegründet. In seiner Geschichte haben sich sehr verschiedene Varianten entwickelt, die auch zu verschiedenen, uneinheitlich verwendeten Definitionen geführt haben. Gegenwärtig gilt die Ablehnung von Krieg als Ereignis und Institution (anti-war-ism) als kleinster gemeinsamer Nenner pazifistischer Positionen.
Die gegensätzliche Haltung zum Pazifismus wird als Bellizismus, als Kriegsverherrlichung bezeichnet. Der Antimilitarismus lehnt darüber hinaus nicht nur den Krieg, sondern bereits den Militarismus ab.

## Begriff
Der Begriff Pazifismus wurde Anfang des 20. Jahrhunderts als politisches Schlagwort der Friedensbewegung etabliert. Das Wort ist abgeleitet vom lateinischen Substantiv pax für „Frieden“ (Genitiv pacis) und dem Verbum facere für „tun, machen, herstellen“. Im klassischen Latein gab es Komposita dieser beiden Worte wie pacificus – „Friedensstifter“ – oder pacificare – „Frieden schließen; befrieden, besänftigen“. Die Wortverbindung erscheint auch in älteren Sprachen und religiösen und weisheitlichen Traditionen des Altertums.
Das neulateinische Wort Pazifismus entstand jedoch erst im 19. Jahrhundert, als sich infolge der Französischen Revolution und im Zusammenhang mit der bürgerlich-liberalen Emanzipationsbewegung in Europa und den USA eine organisierte Friedensbewegung herausbildete.
Als erster bekannter Schöpfer des Wortes gilt der Franzose J. B. Richard de Radonvilliers, der den Begriff 1846 in der Bedeutung etablieren wollte: „Système de pacification, de paix; tout de qui tend à établir, à maintenir la paix.“ („System der Befriedung, des Friedens; alles, was den Frieden zu stiften und zu bewahren bestrebt ist.“) Die Neuschöpfung wurde jedoch nicht allgemein aufgegriffen. Vorerst herrschten weiter Bezeichnungen wie Friedensfreunde, amis de la paix oder Friedensbewegung vor. Auch Föderalisten oder Internationalisten waren als Bezeichnung üblich. Erst ab 1901 wurde Pazifismus erfolgreich etabliert. In einem Artikel vom 15. August 1901 in der belgischen Zeitung L’Indépendance Belge forderte der französische Notar und Präsident der „Ligue internationale de la Paix et de la Liberté“, Émile Arnaud, die Verwendung dieses Begriffs mit der Begründung:

„Nous ne sommes pas seulement des ‚pacifiques‘, nous ne sommes pas seulement des ‚pacifiants‘, nous ne sommes pas seulement des ‚pacificateurs‘. Nous sommes le tout à la fois, et autre choses encore: nous sommes, en un mot, des Pacifistes.“

„Wir sind nicht nur friedlich, wir sind nicht nur friedfertig, wir sind nicht nur friedensstiftend. Wir sind alles zusammen und noch mehr: Wir sind, in einem Wort, Pazifisten.“

Der Begriff sollte „die Gesamtheit individueller und kollektiver Bestrebungen bezeichnen, die eine Politik friedlicher, gewaltfreier zwischenstaatlicher Konfliktaustragung propagieren und den Endzustand einer friedlich organisierten, auf Recht gegründeten Staaten- und Völkergemeinschaft zum Ziel haben“. Schon wenige Wochen später, auf dem zehnten Weltfriedenskongress in Glasgow vom 10. bis 13. September 1901, wurde der neue Begriff von den nationalen Friedensgesellschaften aufgegriffen. Dafür sprachen mehrere Gründe:

„Mit dem Retortenbegriff ‚Pazifismus‘ dagegen konnten sämtliche Teilziele der Friedensbewegung und die Friedensbewegung selbst prägnant und einprägsam erfaßt werden, und das Kunstwort hatte den gleichen Vorzug der Verwendbarkeit in vielen Sprachen und somit den Vorteil, den Bedürfnissen einer internationalen Bewegung zu dienen.“

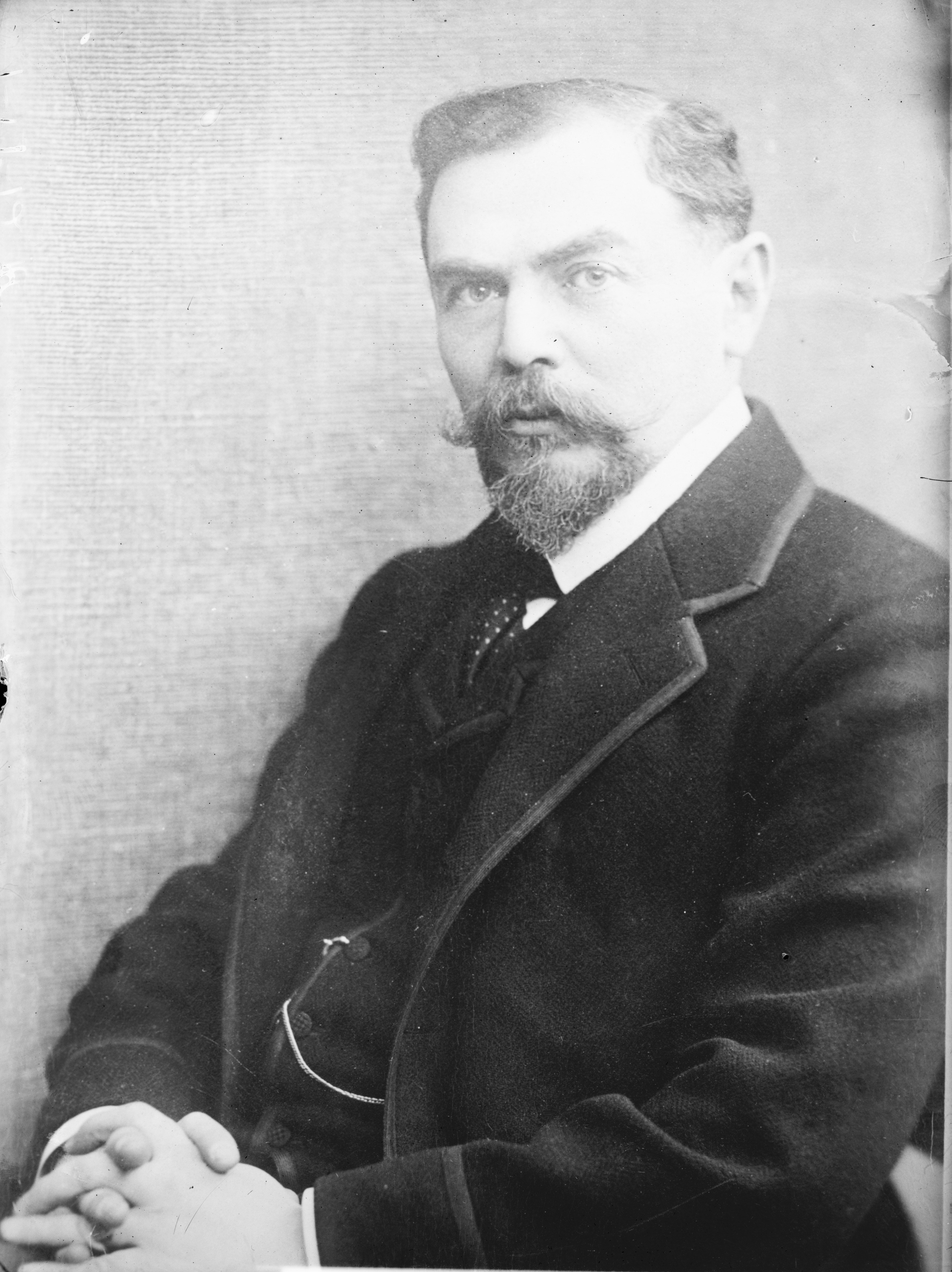
Alfred Hermann Fried propagierte Pazifismus in Deutschland.

 Das galt auch für die Friedensbewegung in den deutschsprachigen Ländern. Der damalige Vorsitzende der Deutschen Friedensgesellschaft, Alfred Hermann Fried, propagierte auf Drängen der prominenten Friedensaktivistin Bertha von Suttner den Begriff in der Zeitschrift Die Friedens-Warte. Sein Ziel war es, die Bezeichnung „Friedensfreund“ abzulösen, denn:

„Es lag in dieser Bezeichnung kein Hinweis auf die Art, wie wir dieses Ziel erreichen wollen, wodurch wir uns von den anderen platonischen Freunden des Friedens unterscheiden, kein einziger Hinweis, daß wir uns nicht lieblich-naiv an einem Zustand erfreuen wollen, sondern daß wir ernstlich hart einen neuen Zustand der Dinge herbeiführen wollen.“

Trotz der Bemühungen Frieds setzte sich der Begriff Pazifismus vor dem Ersten Weltkrieg in Deutschland nur langsam durch. In Frankreich verbreitete er sich hingegen schneller und fand schon 1907 Eingang in das Standardwörterbuch Larousse: „pacifiste adj., ‘qui s’emploi à faire régner la paix, à résoudre les conflits par l’arbitrage’; m. ‘partisan de la paix entre les Etats.’“ („pazifistisch Adjektiv, ‘sich bemühen, dass Friede herrscht, dass Konflikte per Schiedsspruch gelöst werden’; männlich ‘Anhänger des Friedens zwischen den Staaten’“)
Auch wenn sich der Begriff in der Folgezeit für die organisierte Friedensbewegung etablierte und mit dem Ersten Weltkrieg auch dessen Positionen mehr Anerkennung fanden, gelang es nicht, ihm einen eindeutigen Bedeutungsinhalt zuzuschreiben. Aus diesem Grund bestand, wie Kurt Röttgers schreibt, „begriffsgeschichtlich gesehen, daß der Pazifismus zur privaten Einstellung, der Frieden sei dem Krieg allgemein vorzuziehen, trivialisiert wurde. So aber könnte sich jedermann einen Pazifisten nennen.“ Es gab daher seit den 1930er Jahren Bestrebungen, den Begriff wieder auf einzelne, radikalere Strömungen des Pazifismus zu beschränken und die Einstellung zur Gewalt als Unterscheidungsmerkmal zu machen. Nach Ansicht des Historikers Karl Holl ist „mit Recht […] auf die Unzulänglichkeit dieser Unterscheidung hingewiesen worden und darauf, daß dann entgegen seinem Selbstverständnis der kontinentaleuropäische Pazifismus zu großen Teilen nicht als ‚Pazifismus‘ anzusehen sei, weil er vielfach den nationalen Verteidigungskrieg bejahte und weil ‚nur‘ die föderative zwischenstaatliche Ordnung und das Selbstbestimmungsrecht der Völker zu dem von ihm vorgeschlagenen friedenssichernden Instrumentarium gehörte.“
Anfang der 1980er Jahre, in der Debatte um den NATO-Doppelbeschluss, erfuhr der Begriff im allgemeinen Sprachbewusstsein hingegen wieder eine deutliche Ausweitung. Im Spiegel hieß es:

„Die seit Monaten geführte Friedens- und Rüstungsdebatte brachte es mit sich, dass die Begriffe ‚Pazifist‘ und ‚Pazifismus‘ von vielen nicht mehr so eng gefasst werden wie früher. Weithin gilt schon derjenige als Pazifist, der sich für den Frieden engagiert und mal an einer Demonstration teilnimmt.“

Auch in jüngerer Zeit wurde kritisiert, dass die „Debatte um den Pazifismus mitunter daran krankt, dass sie auf einen verengten Pazifismusbegriff rekurriert“. Gelegentlich wird dabei zwischen einem engen, einem engeren und einem weiten Pazifismus-Begriff unterschieden. Der Schweizer Theologe Stefan Grotefeld schreibt:

„Während dem engen Pazifismus-Begriff zufolge die Anwendung von Gewalt kategorisch ausgeschlossen ist, hebt der engere auf die Negation der Anwendung kriegerischer Gewalt ab, wohingegen der weite Pazifismus-Begriff in dem Bestreben, die Institution des Krieges zu überwinden, das Charakteristikum sieht.“

Während sich laut Grotefeld in der Literatur zuweilen der Hinweis findet, der weite Pazifismusbegriff sei auf dem europäischen Kontinent verbreitet, der enge und engere hingegen im angelsächsischen Raum, geht er selbst davon aus, dass sich „im allgemeinen, nicht-wissenschaftlichen Sprachgebrauch […] schon seit längerem der engere Pazifismus-Begriff“ durchgesetzt hat. Nach Ansicht von Pazifismus-Forschern wird „der Pazifismus sowohl in ideengeschichtlicher Perspektive als auch als theoretische Position nur dann zureichend verstanden, […] wenn von einer solchen engen Begriffsbestimmung Abstand genommen wird“.
Vor dem Hintergrund moderner Kriege, etwa dem Vietnam-, Kosovo- und Irakkrieg, setzte sich der Philosoph Robert L. Holmes entschieden mit dem Konzept des „Pragmatischen Pazifismus“ auseinander:

„Um ein pragmatischer Pazifist zu sein, muss man einfach bedenken, dass ein groß angelegter, organisierter und systematischer gewaltsamer Krieg in der heutigen Welt inakzeptabel ist.“

## Motive und theoretische Grundlagen
Für ihre Haltung geben Pazifisten unterschiedliche Motive und Gründe an. Zu den wichtigsten gehört dabei der Bezug auf das in den Menschenrechten garantierte Recht auf Leben und körperliche Unversehrtheit, das durch Kriege verletzt und bedroht wird und das es zu schützen gelte. Das im Krieg unvermeidbare Töten auch unbeteiligter Menschen gilt dabei im Sinne einer deontologischen Ethik als moralisch niemals zu rechtfertigen (Gesinnungspazifismus). Töten im Krieg setzen Pazifisten oft mit Mord gleich. So schrieb der linke Publizist Kurt Hiller 1920: „Pazifismus ist: die Bewegung gegen den Mord.“ Ebenso bekannt wie umstritten ist das Diktum von Kurt Tucholsky: „Soldaten sind Mörder.“ Dahinter steht häufig eine „kategorische“ Form des Pazifismus, wonach kriegerische Gewalt niemals legitimes Mittel zur Konfliktlösung sein könne.
Demgegenüber geht ein sogenannter „konditionaler“ Pazifismus davon aus, dass ein Krieg unter bestimmten Bedingungen erlaubt oder verboten sein kann: erlaubt, etwa wenn er einen dauerhaften Frieden erreiche; verboten, etwa wenn der Krieg die Gefahr einer Eskalation zum Weltkrieg und der Selbstvernichtung in sich trage. So vertritt der Nuklearpazifismus die These, dass angesichts der Arsenale an Atomwaffen und der Blockkonfrontation im Kalten Krieg jeder Konflikt das Risiko eines Atomkrieges bedeute und daher nicht zu verantworten sei. Diese Position steht auch beispielhaft für einen „konsequentialistischen“ Pazifismus, der im Gegensatz zum deontologischen einen Krieg nicht von vornherein, sondern wegen der unabschätzbaren Folgen ablehnt.
Unterschieden wird in der Theorie weiterhin, ob Pazifismus als Ziel oder als Mittel verstanden wird. Beim Ziel-Pazifismus stehen die Überwindung der Institution Krieg und die Frage nach einem friedlichen Miteinander im Mittelpunkt. Die Überwindung des Krieges gilt als das moralisch höchstrangige Ziel, wobei Gewalt als Mittel nicht ausgeschlossen wird. Beim Mittel-Pazifismus geht es vor allem um die Vermeidung von Gewalt als Mittel zur Konfliktlösung. In einem anderen Sinne ist darunter zu verstehen, dass der Pazifismus selbst ein Mittel zum Erreichen des pazifistischen Ziels darstellt. Gerade durch den Verzicht auf Gewalt im konkreten Fall sollen langfristig gewaltfreie Beziehungen aufgebaut werden.
Neben den deontologischen finden sich auch utilitaristische Gründe, mit denen sich Pazifisten gegen den Krieg wenden. So erzielte der englische Autor Norman Angell starke Wirkung mit seinem 1910 erschienenen Buch Die große Täuschung (Original: The Great Illusion), in dem er nachweisen wollte, dass der Krieg ein schlechtes Geschäft ist und selbst der Sieger sich aufgrund der wirtschaftlichen Verflechtungen selbst schädigt. Auch die Verfechter des Freihandels im 19. Jahrhundert vertraten pazifistische Thesen, da sie der Auffassung waren, dass ein Krieg den wirtschaftlichen Austausch zum Nutzen aller stark beeinträchtigt.
Ferner erklären sich viele Pazifisten einer religiösen Tradition zugehörig. So berufen sich die traditionellen Friedenskirchen ebenso wie starke pazifistische Strömungen in den Großkirchen auf das Evangelium Jesu von Nazaret und leiten daraus eine unbedingte Selbstverpflichtung zum Frieden ab, die politisch unterschiedliche Ziele und Methoden umfassen kann.

## Historische Strömungen
Es gibt in der Pazifismus-Forschung keine einheitliche Typisierung der unterschiedlichen Strömungen. Der Philosoph Max Scheler unterschied 1927 zwischen acht Pazifismen, angefangen vom historisch-individuellen der Gewaltfreiheit über den ökonomisch-liberalen des Freihandelsgedankens bis hin zum kulturellen Pazifismus der kosmopolitischen Idee. Der Ethiker Wolfgang Lienemann unterscheidet vier typische Grundpositionen entsprechend der sozialen Trägergruppen:
1. religiöser Pazifismus,
2. moralisch-weltanschaulicher Pazifismus,
3. anarcho-syndikalistischer Pazifismus,
4. politisch-wissenschaftlicher („organisatorischer“) Pazifismus.[25] Das Wörterbuch der „Vergangenheitsbewältigung“ listet knapp 20 verschiedene Pazifismusattribute auf, von A wie absoluter Pazifismus bis Z wie zersetzender Pazifismus.[26] Im Folgenden werden einige Strömungen wiedergegeben, wie sie in der Geschichte aufgetreten sind und in den Debatten häufig genannt werden.

### Religiöser Pazifismus
Religiös motivierte Pazifisten wie die Quäker (entstanden um 1650 in England) hatten einen bedeutenden Anteil an der Gründung der ersten Friedensgesellschaften in den USA und England zu Beginn des 19. Jahrhunderts. Sie gehören mit Teilen der Franziskaner, den Waldensern, Hussiten, Hutterern, Mennoniten, manchen Baptisten und der „Kirche der Brüder“ zu den sogenannten Friedenskirchen, die als christliche Randgruppen teils seit dem frühen Mittelalter, teils in und nach der Reformationszeit entstanden waren. Diese Gruppen schließen den Kriegsdienst für sich aus und hielten sich daher traditionell überwiegend aus der Politik heraus; seit 1945 ist diese Distanz in ihnen selbst umstritten, vielfach beteiligen sich friedenskirchliche Gruppen ausdrücklich an friedenspolitischen Entscheidungsprozessen.
Als Theokraten lehnen auch die Zeugen Jehovas jeden Kriegsdienst ab. Einige wurden im Nationalsozialismus auch deswegen hingerichtet. Ebenso haben die Mitglieder der Glaubensgemeinschaft der Christadelphians den Dienst an der Waffe bis heute immer konsequent abgelehnt.
Inspiriert von religiösen Sondergemeinschaften wie den Molokanen und den Duchoborzen entwickelte der russische Schriftsteller Leo Tolstoi (1928–1910) in Werken wie Das Himmelreich in euch (1894) eine universale Liebesphilophie im Geist der Bergpredigt, in der der Verzicht auf Eigentum und Gewalt gefordert wird. Die Bewegung der Tolstojaner, die sich auf ihn beruft, vertrat eine Form des christlichen Anarchismus und radikalen Pazifismus und wurde sowohl unter dem Zarenregime als auch später unter der Sowjetherrschaft verfolgt. Die Ideen des Tolstojanismus hatten in der ersten Hälfte des 20. Jahrhunderts einen starken Einfluss auf Intellektuelle wie Pierre Ramus, John Ruskin und Mohandas Gandhi sowie auf die israelische Kibbuz-Bewegung. Eine besonders aktive tolstojanische Bewegung entwickelte sich in den religiös-sozialistischen, antimilitaristischen und anarchistischen Szenen in den Niederlanden.
Von eher antimilitaristisch orientierten Gruppen wurden Vertreter der absoluten Gewaltfreiheit zum Teil kritisiert, sie wollten nicht aktiv genug für ihre Ziele kämpfen. So urteilte der linke Pazifist und Journalist Franz Leschnitzer 1926 über die verschiedenen Arten von Pazifisten:

„Die Absolutisten oder Tolstoianer oder Gandhisten verwerfen in jedem Fall jede Gewalt … und werden in jedem Fall von jedem Gewalttätigen vergewaltigt. Sie haben frische, tapfere Führer; aber das Gros der Geführten bilden Mucker und Memmen, die schuld daran sind, daß selbst kluge und eigentlich kriegsfeindliche Leute an der dummen Vorstellung kleben, echte Pazifisten müßten waschechte Waschlappen sein.“

Religiöser Pazifismus ist im christianisierten Europa seit Beginn des 20. Jahrhunderts und parallel zur Entstehung der Ökumenischen Bewegung sowie des interreligiösen Dialogs nicht mehr auf traditionelle Friedenskirchen begrenzt. Große Teile der herkömmlichen Großkirchen lehnen Krieg als Mittel der Politik ab und ziehen daraus unterschiedliche Konsequenzen: etwa die Kriegsdienstverweigerung, das Engagement für konkrete Abrüstungsschritte (der Ökumenische Weltrat der Kirchen zum Beispiel fordert totalen weltweiten Verzicht auf Massenvernichtungsmittel) ebenso wie die Mitarbeit in einer Friedensbewegung und Arbeit gegen Kriegsursachen.

### „Bürgerlicher“ Pazifismus
Die organisierte Friedensbewegung des 19. Jahrhunderts war Ausdruck und Produkt des aufstrebenden Bürgertums. Ausgehend von den USA (1815) bildeten sich in zahlreichen Staaten Friedensvereine und -gesellschaften. Ihre Zusammensetzung, besonders in Deutschland, war sehr homogen, „zumeist waren selbständige Kaufleute, Industrielle, Bankiers, Anwälte, Beamte, Professoren, Pastoren beteiligt. Es handelt sich um eine Erscheinung innerhalb der städtischen Gesellschaft, nicht des flachen Landes.“ Ebenso stand der bürgerliche Pazifismus in Deutschland im Gegensatz zur Arbeiterbewegung. Vertreter der sozialistischen Bewegung verwandten den Begriff „bürgerlich“ abwertend.

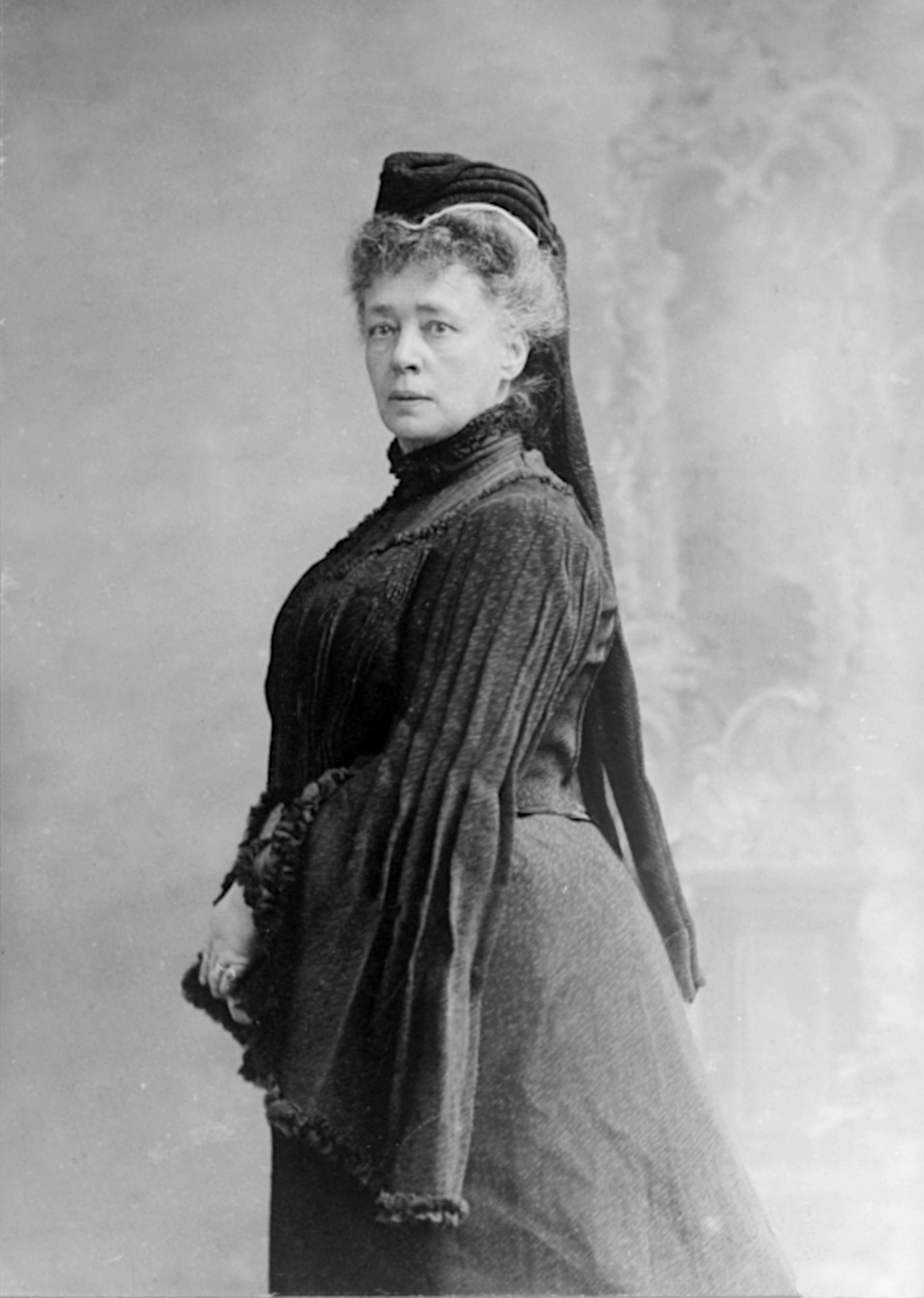
Bertha von Suttner war die bekannteste Vertreterin der Friedensbewegung im Kaisertum Österreich

 Das Konzept des bürgerlichen Pazifismus basierte auf den Gedanken der Aufklärung und dem Glauben an den historischen Fortschritt. Wichtig war dabei die Vorstellung, dass es auch zwischen Staaten möglich sein sollte, durch die Einrichtung überstaatlicher Organisationen Konflikte auf friedliche Weise zu lösen. Mit Hilfe eines überstaatlichen Rechtes sollten ein Völkerbund und Schiedsgerichte eine friedliche Konfliktlösung ermöglichen. Kennzeichnend hierfür waren beispielsweise die Bildung der Société Française pour l’arbitrage entre nations 1867 in Frankreich sowie der englischen International Arbitration and Peace association 1870 in London. In Deutschland gehörten Anfang des 20. Jahrhunderts die Juristen Walther Schücking und Hans Wehberg zu den wichtigsten Vertretern der pazifistisch orientierten Völkerrechtslehre. Deren Position wird auch als Rechts-Pazifismus bezeichnet.
Ein weiteres Hauptziel bestand darin, einen Zusammenschluss der europäischen Staaten herbeizuführen. Daher schlug der russische Soziologe Jacques Novicow im Jahr 1901 vor, den Begriff Friedensfreund durch Föderalist zu ersetzen und die gesamte Bewegung als Föderalismus zu bezeichnen. Eine weitere Komponente stellte der Ausbau des internationalen Handels dar, dem ebenfalls eine friedensfördernde Rolle zugebilligt wurde. Um die Auswirkungen eines möglichen Krieges zu verringern, forderten die Pazifisten eine Abrüstung der Staaten.
Die Absage an jede kriegerische Gewalt war für den bürgerlichen Pazifismus kein Definitionsmerkmal des Begriffs. Die damaligen Pazifisten bejahten im Prinzip den Verteidigungskrieg und waren sich auch in Einzelfällen uneinig, ob bewaffnete Verteidigung möglich und gerechtfertigt sei. Sie erkannten das staatliche Gewaltmonopol und die Staatssouveränität als Voraussetzung für internationale Verträge zur Gewaltbegrenzung und Überwindung des Krieges an. Auch die nationalen Befreiungskriege des 19. Jahrhunderts stellten für die Friedensfreunde kein Problem dar.
Ein zentrales Mittel, um ihre Ziele zu erreichen, bestand in der Aufklärung der Bevölkerung. Mit Vorträgen, Zeitschriften, sonstigen Publikationen und durch Kongresse sollten die Ideen der Friedensbewegung vermittelt werden. Ebenfalls gingen die bürgerlichen Pazifisten davon aus, mit ihrer Aufklärungsarbeit die Regierungsstellen beeinflussen zu können.

### Wissenschaftlicher oder organisatorischer Pazifismus
Ausgehend vom bürgerlichen Pazifismus des 19. Jahrhunderts entwickelten sich im 20. Jahrhundert verschiedene Gegenbewegungen beziehungsweise Weiterentwicklungen. Hierzu zählte der von dem österreichischen Pazifisten Alfred Fried ab 1908 propagierte „wissenschaftliche Pazifismus“. Diesen, auch „organisatorisch“ oder „revolutionär“ genannten Pazifismus grenzte er von einem „Reformpazifismus“ ab, den er wie folgt charakterisierte und kritisierte:

„Der Reformpacifimus wendet sich gegen den Krieg als Erscheinung, nicht gegen seine Ursachen. Er will also ein Ergebnis wandeln, eine Folge beseitigen oder in ihrer üblen Wirkung beschränken, ohne ihren Ursachen zu Leib zu gehen. Die Ursachen der Kriege liegen aber in der Anarchie der internationalen Beziehungen […] Der Reformpacifismus wendet sich nicht gegen die internationale Anarchie; er läßt das Prinzip bestehen, sucht nicht die Quelle der Gewalt zu verstopfen.“

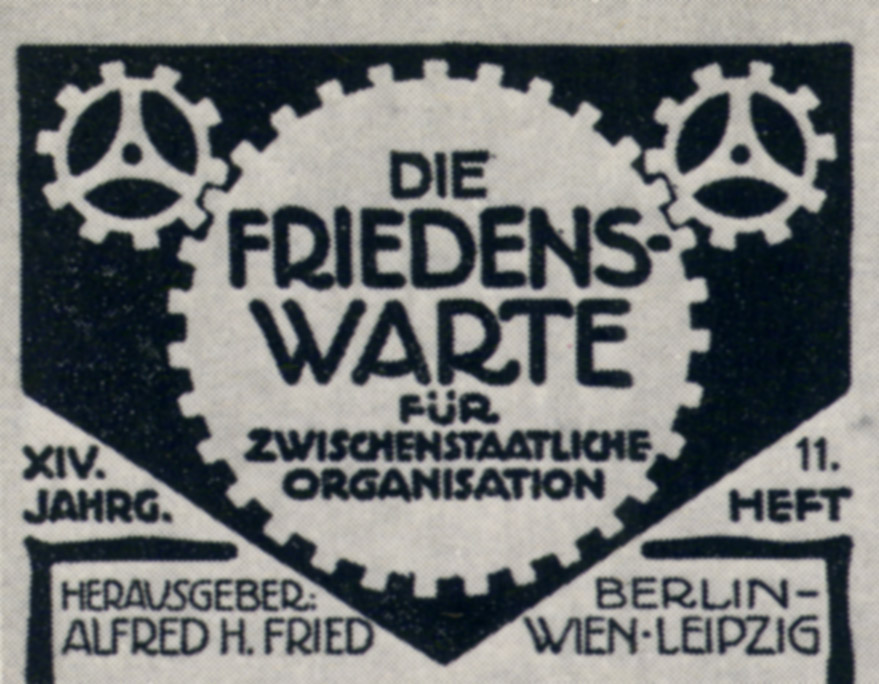
Signet der Friedens-Warte mit ineinandergreifenden Zahnrädern

Der Begriff des Organisatorischen bezog sich auf die zunehmende Verflechtung und Intensivierung der weltweiten Handels- und Vertragsbeziehungen, wofür sich inzwischen der Begriff Globalisierung eingebürgert hat. Kennzeichnend für Frieds Überlegungen war die Auswahl von ineinandergreifenden Zahnrädern als Titelsignet für seine Zeitschrift Die Friedens-Warte, weil dieses Symbol besser als Taube, Ölzweige, Engel oder zerbrochene Schwerter das „Zusammenwirken zu einem gemeinsamen Zweck“ sowie „die Kraft der Ordnung durch den Geist“ veranschaulichen sollte.
Hinter Frieds Konzept steckte auch ein Unbehagen gegenüber dem „sentimentalen Pazifismus“ suttnerscher Prägung, der nach Ansicht seiner Kritiker zu stark an Moral und Gefühl appellierte und zu wenig auf Rationalität und Wissenschaft setzte. Nach Überzeugung Frieds tendiert hingegen die geschichtliche Entwicklung auf einen Zustand der regulierten Gewalt hin, der die unregulierte Gewalt, die Anarchie, ablöst. Dies habe jedoch keinen ewigen Frieden zur Folge, weil Kriege zur Aufrechterhaltung von Recht und Ordnung immer möglich sein würden. Auch wenn Frieds Versuche, den Pazifismus auf eine wissenschaftlichere Basis zu stellen, allgemein Anklang fanden, stieß die Ablehnung des moralischen Standpunktes auch auf Kritik. So monierte der spätere Friedensnobelpreisträger Ludwig Quidde auf dem Deutschen Friedenskongress von 1914:

„Man will den sentimentalen Pazifismus überwunden haben und gibt vor, den wissenschaftlichen zu vertreten. Richtig ist, daß der Pazifismus sich entwickelt hat, daß wir nunmehr eine verzweigte Literatur besitzen, die weit über der älteren steht. Aber die eben erwähnte Unterscheidung birgt die Gefahr in sich, daß der Idealismus dabei zu kurz kommt, ja direkt zerstört wird. Der Pazifismus hat nunmehr eine wissenschaftliche Grundlage, die er sich zunutze macht; jedoch er selber ist nicht Wissenschaft. Er ist eine Willensrichtung, die den ganzen Menschen erfasst.“

### Radikaler Pazifismus

Radikale Pazifisten wie Carl Mertens bekämpften in ihren Schriften illegale Aktivitäten in der Reichswehr.

Unter „radikalem Pazifismus“ werden Bestrebungen subsumiert, die über die im bürgerlichen Pazifismus üblichen Initiativen hinausgehen. Vor allem nach dem Ersten Weltkrieg wurde nach Möglichkeiten gesucht, die Vorbereitung von Kriegen wirksamer zu bekämpfen und sich auch im Kriegsfalle stärker gegen die Militarisierung zu wehren. Die Friedensbewegung erhielt unter der anarchistischen Losung „Krieg dem Kriege“ und der Parole „Nie wieder Krieg“ eine stärker antimilitaristische Komponente. Dazu zählten unter anderem die Forderung nach Abschaffung der Wehrpflicht, das Streben nach allgemeiner Abrüstung, die Propagierung der Kriegsdienstverweigerung und der Aufbau einer über den Völkerbund hinausgehenden Rechtsorganisation zur Friedenssicherung. In Deutschland spielte es in der Weimarer Republik für die radikalen Pazifisten eine wichtige Rolle, die geheime Aufrüstung der Reichswehr unter Umgehung der Bestimmungen des Versailler Friedensvertrages aufzudecken. Hierbei kam es zu zahlreichen Anklagen wegen Landesverrats.
Als radikale Pazifisten verstand sich vor allem der linke Flügel der Deutschen Friedensgesellschaft, der durch den Westdeutschen Landesverband um Fritz Küster und dessen Organ Das Andere Deutschland repräsentiert wurde. Auch der Journalist und Schriftsteller Kurt Tucholsky zählte sich zur „großen Familie der radikalen Pazifisten“ und forderte von den Arbeitern die Einsicht, „daß der Pazifismus nicht mit taktischen Bedenken und mit greisenhaften Resolutionen erstritten werden kann, sondern nur mit der schärfsten aktiven Resistenz: mit der absoluten Verweigerung des Dienstzwanges und mit dem Generalstreik in den Waffenfabriken“.
Dabei schloss Tucholsky auch illegale Methoden nicht aus:

„Es gibt nur eine Sorte Pazifismus: den, der den Krieg mit allen Mitteln bekämpft. Ich sage: mit allen, wobei also die ungesetzlichen eingeschlossen sind; denn es kann von der Rechtsordnung des Nationalstaates, der auf der Staatenanarchie beruht, nicht verlangt werden, daß sie die Kriegsdienstverweigerung anerkennt – es wäre Selbstmord. Also müssen wir dem Staat, bis sich die Erkenntnis vom Verbrechen des Krieges allgemein Bahn gebrochen hat, ein wenig nachhelfen – mit allen Mitteln.“

Anders als im Falle des „wissenschaftlichen Pazifismus“ gibt es jedoch kein ausgearbeitetes theoretisches Konzept, mit dem sich radikale Pazifisten vom „Honoratiorenpazifismus“, wie er abfällig genannt wurde, abgrenzten.

### Revolutionärer Pazifismus

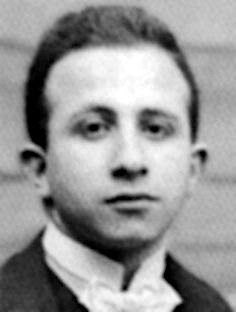
Kurt Hiller gründete die Gruppe Revolutionärer Pazifisten.

Da sich der von Fried geprägte „revolutionäre Pazifismus“ begriffsgeschichtlich nicht durchgesetzt hatte, griff Kurt Hiller den Terminus in den 1920er Jahren wieder auf, um sein eigenes Konzept darunter zu fassen. Er gründete 1926 die Gruppe Revolutionärer Pazifisten (GRP), die als die am weitesten links stehende Organisation der deutschen Friedensbewegung galt. Hiller propagierte einen Pazifismus der Tat, der nicht nur den Frieden wünsche, sondern ihn auch mache. Er fragte:

„Sind wir Pazifisten, um dem Massengemetzel von gestern ein anderes ideologisches Fundament und einen anderen Namen zu geben – oder sind wir Pazifisten, um das Zeitalter der Massengemetzel endgültig zu beenden?“

Tucholsky, der ebenfalls der GRP angehörte, benutzte dafür den Begriff militanter Pazifismus.
Dessen Ziele bestanden nach Ansicht des Journalisten Franz Leschnitzer unter anderem darin, dass
„wir jeden Kampf zwischen Nationen verwünschen und den Endkampf in den Nationen ersehnen: den Sieg der Lohnknechte über Fabrikanten und Händler, der Kriegsknechte über das ‚vorgesetzte‘ Geschmeiß.“
Während Hiller Anfang der 1920er den pazifistischen Zielen noch den Vorrang vor den sozialistischen gegeben hatte, hielt er später die Herbeiführung eines dauerhaften Friedenszustandes nur noch in Verbindung mit dem Sozialismus für möglich. Dabei gab es innerhalb der Gruppe Revolutionärer Pazifisten unterschiedliche Auffassungen, was den Einsatz von Gewalt zur Überwindung des Kapitalismus betraf. Eine Gruppe um Helene Stöcker verstand unter Revolution eine „geistige Umgestaltung“, die kommunistischen Anhänger um den späteren Ost-Berliner Völkerrechtler Alfons Steiniger forderten eine „offensive“ Strategie, die den Bürgerkrieg unterstützte. Hiller selbst postulierte einen aktiven Kampf für die Einführung des Sozialismus, der einen dauerhaften Friedenszustand garantieren sollte:

„Gewaltloser Pazifismus ist gut als Beschreibung eines Endzielzustandes, als visionäre eschatologische Malerei, nicht als Anleitung zum Handeln morgenfrüh. Und nennt dieser Pazifismus sich selber ‚radikal‘, so muss gesagt werden, dass er radikal ausschließlich in seiner Verwirklichungs-Unfähigkeit, in seiner politischen Impotenz, in seiner Ohnmacht gegen die menschliche Bestie ist. (…) Der revolutionäre Pazifismus hat immer wieder ausgesprochen, dass Pazifismus eine Doktrin des Ziels, nicht des Weges ist; dass der Weg zum Ziel durch Blut führen kann.“

### Anarchistischer Pazifismus
Widerstands- und Verweigerungsformen gegen den Krieg wurden bereits als Minderheitenposition auf Konferenzen der internationalen Arbeiterbewegung im 19. Jahrhundert von anarchistischer Seite propagiert und mit Forderungen nach Kriegsdienstverweigerung und Streik gegen den Krieg verknüpft. Domela Nieuvenhuis formulierte erstmals eine eigene anarchopazifistische Strömung. Seit der zweiten Hälfte des 20. Jahrhunderts werden unter anarchistischem Pazifismus explizit pazifistische, im engeren Sinn grundsätzlich antimilitaristische und gegenüber Personen gewaltfreie Strömungen des Anarchismus verstanden. Diese Strömungen machten seit dem 19. Jahrhundert einen Teil des inhaltlich geführten anarchistischen Diskurses aus, wiewohl der entsprechende Diskurs lange Zeit von spektakulären militanten und gewaltsamen Formen der sozialrevolutionären und anarchistischen Aktion, beispielsweise in Form von meist individuellen politischen Attentaten oder anderen bewaffneten Anschlägen als Propaganda der Tat überlagert wurde.
Im Allgemeinen werden unter Anarchopazifismus herrschafts- und staatsablehnende Vorstellungen und Theorien verstanden, deren Anhänger es ablehnen, bei ihren Aktionen gegen Leib und Leben von Menschen gerichtete Gewalt anzuwenden.
Als wirksame Widerstandsmethoden werden der zivile Ungehorsam, Streiks, Boykott-Aktionen sowie Blockaden und Besetzungen, unter der Parole „Krieg dem Kriege“ teilweise auch Sabotageakte gegen Einrichtungen und Gerätschaften wie Kriegswaffen und Militärfahrzeuge propagiert, die nach Auffassung der Anarchopazifisten dazu beitragen, herrschende und unterdrückende Machtverhältnisse und Hierarchien aufrechtzuerhalten. Zu den wichtigsten Vertretern des anarchistischen Pazifismus in Deutschland zählen Gustav Landauer, Erich Mühsam und Ernst Friedrich. Für sie war die „die ethisch begründete Einheit von Zweck und Mittel“ eine zentrale Richtlinie ihres gewaltfreien Ansatzes.

### Atom- oder Nuklearpazifismus

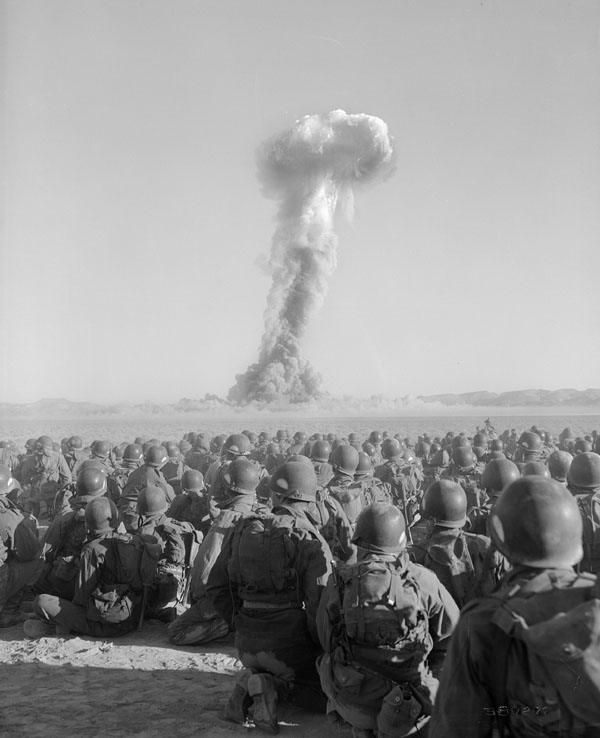
Atombombentest als Teil der Militärübung Desert Rock, Yucca Flats, 1. November 1951

Der Atom- oder Nuklearpazifismus entstand nach dem Ende des Zweiten Weltkrieges unter dem Eindruck der Zerstörungskraft der neu entwickelten Atomwaffen. Er ergab sich vielfach nicht nur aus der moralischen Ablehnung von Massenvernichtungsmitteln, sondern, wie die Politikwissenschaftlerin Gertrud Brücher schreibt, als „situativer Pazifismus“ auch „aus der nüchternen Einschätzung der Bedingungen […], unter denen im Nuklearzeitalter allein Krieg geführt werden kann“. Der Aufbau von Atomwaffenarsenalen in den USA und der Sowjetunion ließen eine Auslöschung der gesamten Menschheit befürchten, so dass der Atompazifismus zu einer „verbreiteten gesellschaftlichen Grundhaltung“ wurde.
In Großbritannien, von da aus auch in anderen westlichen Staaten, entstanden aus dieser Haltung die Ostermärsche und die Kampagne für nukleare Abrüstung. In der Bundesrepublik Deutschland folgte der seit 1950 verbreiteten Ablehnung der Wiederbewaffnung 1957 die Kampf-dem-Atomtod-Bewegung, nachdem die atomare Aufrüstung der Militärbündnisse in West- und Osteuropa absehbar wurde.
Bedeutende Vertreter des Atompazifismus in dieser Periode waren die Nobelpreisträger Max Born, Otto Hahn, Frédéric Joliot-Curie, Bertrand Russell, Albert Schweitzer und bis zu seinem Tode 1955 auch Albert Einstein.
Eine Renaissance erlebte der Nuklearpazifismus in den 1970er und 1980er Jahren mit der Debatte um den NATO-Doppelbeschluss. Der Beschluss beherrschte die außen- und innenpolitische Debatte von 1979 bis 1983 in Westeuropa und der Bundesrepublik Deutschland und ließ eine breite Friedensbewegung wachsen. Während die Befürworter die neuen US-Raketen als notwendige „Nachrüstung“ und Schließen einer „Raketenlücke“ gegenüber den sowjetischen SS-20-Raketen sahen, sahen die Gegner darin einen qualitativ neuen Aufrüstungsschritt im Zusammenhang neuer Militärstrategien des Verteidigungsministeriums der Vereinigten Staaten, die seit 1980 öffentlich von einem auf das „Schlachtfeld“ Europa begrenzten Atomkrieg sprachen. Darin sahen Kritiker und Rüstungskontrollinstitute eine neue Eskalationsstufe des gefährlichen atomaren Wettrüstens. Dieses drohe der politischen Kontrolle zu entgleiten und erfordere eine Abkehr von der bis dahin größtenteils anerkannten Gleichgewichtsdoktrin in der Sicherheitspolitik, um nicht in einen Krieg zu münden.
Ein wesentlicher Kritikpunkt der Beschlussgegner war, dass das nukleare Vernichtungspotential beider Seiten bereits für die mehrfache Vernichtung der Welt ausreichte, mithin also jede weitere Rüstung unsinnig sei. Die Gefahr eines Krieges durch Irrtum und eines „atomaren Holocaust“ sei durch die Verkürzung der Vorwarnzeiten erheblich gewachsen.
Nach dem Ende des Ost-West-Konfliktes geriet der Atompazifismus unter Druck und suchte, wie Brücher schreibt, „während des Balkankrieges einer Zeitstimmung zu wehren, die um bestimmter guter Zwecke willen wieder für militärische Einsätze votierte“.
Darüber hinaus erhoben viele Wissenschaftler aus rein ethischen Gründen philosophische Einwände gegen die Prinzipien der Abschreckungstheorie (Gleichgewicht des Schreckens). Zu dieser Gruppe gehört der amerikanische Philosoph Robert L. Holmes, der feststellt, dass das Vertrauen der Menschheit auf ein System der Kriegsverhütung, das ausschließlich auf der Bedrohung durch einen Atomkrieg basiert, von Natur aus irrational und unmoralisch ist. Er argumentiert, dass ein solches System gegen ein grundlegendes ontologisches Prinzip verstößt, das die Tötung unschuldiger Menschen verbietet. Darüber hinaus stellt er die Frage, ob es schlüssig bewiesen werden könne, dass ein solches System in der Vergangenheit tatsächlich dazu gedient habe, Kriege zu verhindern. Er argumentiert auch, dass ein solches System tatsächlich dazu beitragen könnte, die Wahrscheinlichkeit eines Krieges zu erhöhen, da der Einsatz technologisch fortschrittlicher Atomwaffen in der Zukunft kontinuierlich zunehme.

## Geschichte und Wirkung

### Erste Ansätze und Wurzeln
Zwar ist der organisierte Pazifismus ein Phänomen der Neuzeit und „Pazifismus einer der zentralen Begriffe des 20. Jahrhunderts“, jedoch gilt die Sehnsucht nach dem Frieden als ebenso alt wie die Menschheit. In den Worten Ludwig Quiddes: 

„Von den Uranfängen überlieferter menschlicher Geschichte an regt sich selbst bei den kampffrohesten und krieggewöhntesten Völkern der Wunsch, einen Zustand friedlicher Gemeinschaft an die Stelle blutiger Gewalt und an die Stelle männermordenden Krieges zu setzen.“

 Die Anfänge des Pazifismus in Idee und Praxis werden heute oft in dem indischen König Ashoka (272–231 v. Chr.) gesehen, der sich nach seiner Bekehrung zum Buddhismus zur Gewaltlosigkeit bekannte. Andere verweisen auf das Liebesgebot, das der jüdische Wanderprediger  Jesus von Nazaret im 1. Jahrhundert verbreitete und das  mit Kriegsdienst unvereinbar scheint.

#### Fernöstliche Religionen
Ein Volkslied der Kaisergarde aus dem chinesischen Buch der Lieder (Shījīng), entstanden zwischen 1000 und 700 v. Chr., lautet in einer deutschen Nachdichtung:

„General!
Wir sind des Kaisers Leitern und Sprossen!
Wir sind wie Wasser im Fluss verflossen …
Nutzlos hast du unser rotes Blut vergossen …
General! […] Wir sind des Kaisers Adler und Eulen
 Unsre Kinder hungern … unsre Weiber heulen …
Unsere Knochen in fremder Erde fäulen  […]
Welche Mutter hat noch einen Sohn?“

An diese Volkstradition anknüpfend, versuchten die chinesischen Weisen Laotse und Konfuzius Frieden durch innerseelische wie politische Balance der Kräfte zu erreichen. Diese Infragestellung des Krieges war aber nicht unbedingt mit der Absage an jede Militärgewalt verbunden.
Im Hinduismus ist Frieden auf Erden nur denkbar als Wirkung der spirituellen Einung der Menschenseele (Atman) mit der Weltseele, dem Brahman. Allein dadurch kann für die Veden der unheilvolle Zusammenhang von Karma und ewiger Reinkarnation, also die Vergeltungskausalität, überwunden werden. Die Bhagavadgita lehrt daher, dass Krieg und Kampf nie aufhören werden. Jedoch berühren sie den, der mit dem Göttlichen eins wird, nicht mehr.
Der Jainismus lehrt das asketische Ideal des Nichtverletzens (Ahimsa) und verbietet deshalb das Töten jedes Lebens. Damit versucht der Weise Abstand zu der in schicksalhafte Gewalt verstrickten Welt zu gewinnen, ohne davon ihre Veränderung zu erwarten. Nur die Erlösten erreichen den ewigen Frieden. Dennoch folgerte Gandhi daraus im 20. Jahrhundert politisch wirksame strikte Gewaltlosigkeit.
Der Buddhismus übernahm das Gebot des Nichtverletzens für die Mönche, abgemildert auch für die Laien. Die Verpflichtung zu Mitgefühl und Barmherzigkeit mit allen Lebewesen ist sowohl Weg zur Erleuchtung als auch deren Folge. Daraus ergab sich eine gewaltlose Konfliktbewältigung, die seit dem Großreich Ashokas (3. Jahrhundert v. Chr.) auch auf die Politik ausstrahlte. Dabei blieb die Friedenserwartung an die Figur des „guten Herrschers“ gebunden und setzte dessen unbeschränkte Machtfülle voraus. So kam es auch in vom Buddhismus beeinflussten Ländern und Regionen zu intoleranter Gewalt gegen Andersgläubige, zum Beispiel in Japan.

#### Judentum
In der biblischen Schriftprophetie findet sich eine Vision des Endes aller Kriegsgewalt und der weltweiten Ab- und Umrüstung beim Beginn des Gottesreichs (Jes 2,2–4 ):

„Von Zion wird Weisung ausgehen und JHWHs Wort von Jerusalem
Und er wird richten unter den Heiden und zurechtweisen viele Völker.
Da werden sie ihre Schwerter zu Pflugscharen machen und ihre Spieße zu Sicheln.
Denn es wird kein Volk gegen ein anderes das Schwert erheben, und sie werden fortan nicht mehr lernen, Krieg zu führen.“

Diese Jesaja (8. vorchristliches Jahrhundert) zugeschriebene Vision erhofft konkrete universale Ab- und Umrüstung der Völker vom Hören auf das Rechtsgebot des Gottes Israels, dem die von ihm erwählten Israeliten schon beispielhaft zu folgen hätten. Sie richtete sich auch gegen die Vereinnahmung JHWHs für je eigene politische Zwecke und ist in der Version Michas (Mi 4,1-5 ) mit einer bekenntnishaften Selbstverpflichtung zum Friedenhalten verbunden. Sie steht in Verbindung mit universalen Abrüstungsmotiven der Psalmen (z. B. Ps 46,9f. ) und beeinflusste auch spätere Propheten wie Joel (Joel 4,1.9-12 ), wo Jesajas Prophezeiung ironisch umgekehrt wird, und Sacharja (Sach 8,20-23 ). Anknüpfend an vorexilische Verheißungen wie Jes 9,1-6  erwartete die nachexilische Prophetie universale Abrüstung und weltweites Recht und Gerechtigkeit für die Rechtlosen vom Messias als dem menschlichen Repräsentanten der Gottesherrschaft.

#### Christentum
Jesus von Nazaret bekräftigte nach dem Neuen Testament die Hoffnung der jüdischen Prophetie mit seiner Verkündigung des Reiches Gottes für die Armen: „Selig, die Frieden stiften, sie werden Söhne Gottes genannt werden.“ Mt 5,9  Gemäß seiner Tora-Auslegung in der Bergpredigt sollten seine Nachfolger Nächstenliebe durch den Verzicht auf Rache, Gegengewalt und durch Feindesliebe verwirklichen (Mt 5,38–48 ).
Die Urchristen verstanden Jesu Kreuzigung als Vorwegnahme des Endgerichts durch die stellvertretende Schuldübernahme und den Gewaltverzicht des Sohnes Gottes (Phil 2,5–11 ). So schärfte Paulus von Tarsus im Epheserbrief seiner Gemeinde ein:

„ER ist unser Frieden, der aus beiden [den verfeindeten Juden und Fremdvölkern] eins gemacht hat und den Zaun, der dazwischen war, abgebrochen hat, nämlich die Feindschaft:
indem er […] aus beiden einen neuen Menschen schuf und Frieden machte und beide versöhnte mit Gott in einem Leib durch das Kreuz, an dem er die Feindschaft getötet hat. Eph 2,14ff “

In Person und Lebenshingabe Jesu Christi sehen die Christen das endgültige verbindliche Versöhnungsgebot Gottes. Darum galt Mitgliedschaft im Christentum der ersten drei Jahrhunderte meist als unvereinbar mit dem Kriegsdienst.
Seit der Konstantinischen Wende wurden immer mehr Soldaten und römische Staatsbeamte Christen. Nachdem Kaiser Theodosius I. das Christentum 380 zur Staatsreligion erhoben hatte, wurde es notwendig, die urchristliche Ethik an die neue Situation anzupassen und Christen im Staatsdienst die Teilnahme an Polizei- und Kriegsdiensten zu ermöglichen. So entwickelte Augustinus von Hippo in seiner Civitas Dei jene Lehre vom Gerechten Krieg, die für die Haltung der Großkirchen bis heute im Kern maßgebend blieb.
Damit trat der christliche Pazifismus rasch in den Hintergrund und wurde in Theologie und Kirche dauerhaft zur Minderheitsmeinung. In Resten blieb er bei den Marcioniten und im Manichäismus lebendig. Ein weiteres Beispiel ist das 1306 erschienene Werk De recuperatione terrae sanctae (Über die Rückeroberung des Heiligen Landes), in dem der französische Scholastiker Pierre Dubois die Vorstellung von einem „dauerhaften Frieden“ in Europa erarbeitete. Pazifistische Minderheiten wurden im Mittelalter auch oft als Ketzer verfolgt. Damals entstanden eine Reihe von Friedenskirchen, darunter die Paulikianer, Waldenser, Mennoniten, Quäker und ein Teil der Baptisten. Diese Gruppen spielen auch im modernen Pazifismus wieder eine Rolle und wirkten auf kirchliche Friedensbewegungen ein.

### Frühe Neuzeit und Aufklärung
Eine historische Wurzel des modernen Pazifismus sind Friedensappelle und Friedensentwürfe, die seit der Reformation immer häufiger veröffentlicht wurden, aber damals kaum gesellschaftliche und gesamtpolitische Wirkungen entfalteten. In dem Maße, wie sich Nationalstaaten etablierten und als Kriegsakteure auftraten, wurden sie auch Adressaten von philosophischen und politischen Friedensappellen.
Erasmus von Rotterdam schrieb 1515 den Traktat Dulce Bellum Inexpertis. Darin äußerte er, wer es süß und ehrenvoll finde, für das Vaterland zu sterben (dulce et decorum est pro patria mori), der wisse nicht, was Krieg sei. 1517 folgte seine Schrift Querela pacis, Die Klage des Friedens, in der er den christlich geprägten Friedensgedanken mit dem Glauben an die Humanität des Menschen verband.
Der Straßburger Professor Matthias Bernegger veröffentlichte 1620 die pazifistische Schrift Proaulium Tubae Pacis, die sich gegen die von Caspar Schoppe betriebene Kriegshetze wandte und eine Vermittlung mit Frankreich suchte. 1623 entwarf der französische Mönch Émeric Crucé in seinem kleinen Buch Der Neue Kineas den ersten Friedensplan, der nicht nur den Frieden in Europa, sondern in der ganzen Welt zum Ziel hatte.
1638 legte Maximilien de Béthune, duc de Sully in seinen Memoires des sages et royales Oeconomies einen angeblichen politischen Geheimplan seines Königs Heinrich IV. für einen dauerhaften Frieden in Europa vor. Auch wenn dieser große Plan (Grand Dessein) nur auf einer Fiktion beruht haben soll, steht er nach Ansicht von Historikern am „historischen Anfang breitenwirksamer Friedensappelle“ Demnach habe Béthune es verstanden, „den Glauben einer langen Tradition von Friedensappellen zu begründen, der Friedensplan sei im Zentrum der Macht geboren worden, Projekte ewigen Friedens daher im Prinzip nicht weltfremd, wenn sie nur Eingang fänden in die Zentren politischer Macht“.
Der Abbé Charles Irénée Castel de Saint-Pierre berief sich 1717 in seiner Schrift Projet de traité pour rendre la paix perpétuelle entre les Souverains chrétiens auf den angeblichen Plan Heinrichs IV. und schlug darin die Einrichtung eines europäischen Fürstenbundes vor, der sich gegen Friedensstörer richten sollte. Dabei sollten die Fürsten den kriegerischen Naturzustand aufgeben und einen bürgerlichen Rechtszustand begründen. Auf diese Weise könnten sie auch ihre Herrschaft im Innern sichern. Diese Vorstellung lehnte Jean Jacques Rousseau in seinem Extrait jedoch ab, da für ihn das Kriegführen eine Wesenseigenschaft der tyrannischen Staaten darstellte.

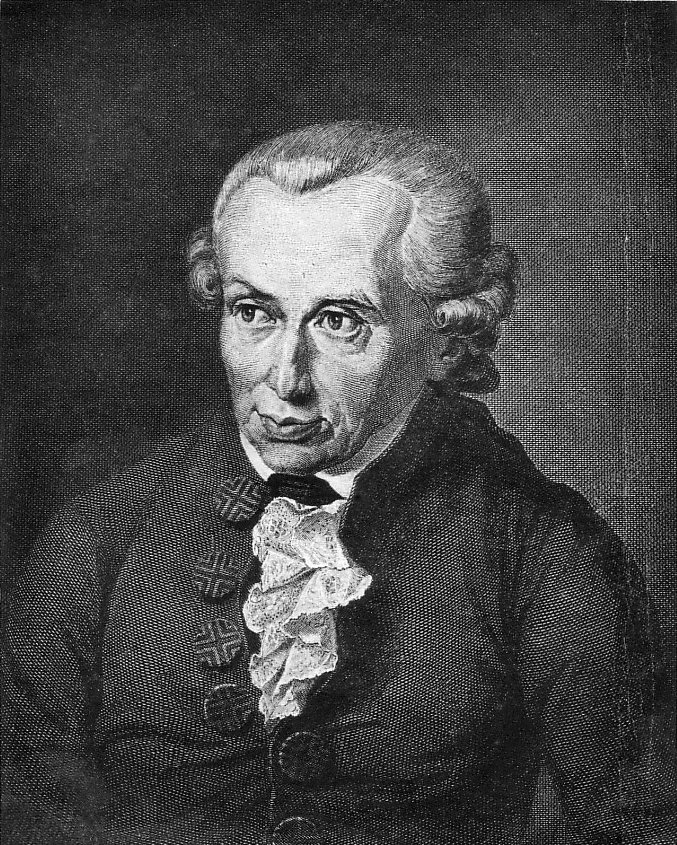
Immanuel Kant gilt als einer der einflussreichsten Friedenstheoretiker.

 Erst seit der Verbreitung der allgemeinen Menschenrechte erschien Frieden als von der Vernunft gebotene Idee mit Anspruch auf politische Realisierung. Als wohl einflussreichste Schrift dazu verfasste Immanuel Kant 1795 die Abhandlung Zum ewigen Frieden, in der er den Kriegszustand als Naturzustand bezeichnete:

„Der Friedenszustand unter Menschen, die neben einander leben, ist kein Naturzustand (status naturalis), der vielmehr ein Zustand des Krieges ist, d.i. wenn gleich nicht immer ein Ausbruch der Feindseligkeiten, doch immerwährende Bedrohung mit denselben. Er muß also gestiftet werden; denn die Unterlassung der letzteren ist noch nicht Sicherheit dafür, und, ohne daß sie einem Nachbar von dem andern geleistet wird (welches aber nur in einem gesetzlichen Zustande geschehen kann), kann jener diesen, welchen er dazu aufgefordert hat, als einen Feind behandeln.“

Um einen dauerhaften Frieden und umfassende Abrüstung der Armeen zu gewährleisten, schlug Kant die Entwicklung eines vertraglich abgesicherten universellen Völkerrechts vor. Als Grundbedingung sah er die Einführung der republikanischen Staatsform vor und verband damit als erster die Idee des Friedens mit der bürgerlichen Emanzipationsbewegung. Kants Schrift gilt aut dem Friedensforscher Dieter Riesenberger „als Höhepunkt der europäischen Friedensliteratur und wurde immer wieder neu aufgelegt“.
Im Gefolge Kants befassten sich zahlreiche Philosophen wie Friedrich Schelling, Jean Paul und Johann Gottlieb Fichte mit der Friedensproblematik. Friedrich Schlegel ging noch weiter als Kant und formulierte: „Der universelle und vollkommene Republikanismus und der ewige Friede sind unzertrennliche Wechselbegriffe.“ Kritischer zeigte sich Friedrich von Gentz in der im Jahre 1800 erschienenen Schrift Über den ewigen Frieden. Der spätere Berater des Fürsten Metternich betrachtete die idealistische Vorstellung, Frieden durch vernünftige Einsicht zu erreichen, mit Skepsis und versuchte daher stärker als Kant, die politischen Bedingungen für Frieden zu beschreiben. Er sah sie in einer internationalen Rechtsordnung, die auch das Menschenrecht der jeweils Andersdenkenden und Andersgläubigen schützen müsse. Damit rückte er die Durchsetzung von Rechtsstaatlichkeit in den Mittelpunkt friedenspolitischer Überlegungen, wobei Gentz die kommende Steigerung der bewaffneten Konflikte zum totalen Krieg im Zeitalter des Nationalismus und Imperialismus schon vorausahnte.

### 19. Jahrhundert
Mit der Niederlage Napoleons im Jahre 1815 schien den Zeitgenossen der Beginn einer Epoche möglich, die nicht mehr von Krieg und Gewalt unter den Nationen bestimmt war. Die ersten Friedensgesellschaften wurden gegründet, so die Massachusetts Peace Society im Jahre 1815 durch den Postmeister und unitarischen Prediger Noah Worcester. Die erste europäische Friedensgesellschaft entstand 1816 mit der London Peace Society. Es folgten 1830 die Société de la Paix in Genf und 1841 in Frankreich das Comité de la Paix, das aus der 1821 gegründeten Société de la Morale Chrétienne hervorging. Im Jahre 1828 schlossen sich die amerikanischen Friedensgesellschaften bereits zur American Peace Society zusammen.
Während die angloamerikanischen Friedensgesellschaften sich vor allem auf das christliche Gewissen bezogen, beriefen sich die kontinentaleuropäischen Gruppen auf die Ideale der Französischen Revolution und waren oft Freidenker. Sie hatten anfangs nur wenige Mitglieder, meist aus mittelständischen Bevölkerungsschichten. Mit dem Erstarken des Liberalismus wuchsen diese Gruppen und veranstalteten gemeinsame internationale Friedenskongresse, so 1843 in London, 1848 in Brüssel, 1849 der erste große internationale Friedenskongress in Paris, 1850 in Frankfurt am Main, 1851 in London, 1852 in Manchester und 1853 in Edinburgh. Charakteristisch für die Friedensbewegung im 19. Jahrhundert war die Anlehnung an weitere politische und ökonomische Ziele, wie die Aufhebung der Sklaverei und die Ausbreitung des Freihandels. Für den Führer der Freihandelsbewegung, den englischen Unternehmer Richard Cobden, bedeutete freier Handel „die Möglichkeit, das Gift des Krieges auszurotten; er allein werde den Menschen die Freude an der Zivilisation bringen“.
Eine deutsche Friedensbewegung gab es zu diesem Zeitpunkt nicht. Die im September 1850 gegründete Königsberger Friedensgesellschaft war schon im März 1851 wieder verboten worden. Erst 1886 wurde in Frankfurt am Main wieder ein Friedensverein gegründet, dem bald Gesellschaften in anderen Städten folgten. Einen starken Aufschwung erlebte der Friedensgedanke im deutschsprachigen Raum mit der Veröffentlichung des Romans Die Waffen nieder! der österreichischen Autorin Bertha von Suttner. Vom Erfolg ihres Romans angespornt, gründete sie 1891 in Österreich eine Friedensgesellschaft, dem im November 1892 die Gründung der Deutschen Friedensgesellschaft (DFG) folgte. Von Suttner stand im Briefkontakt unter anderem auch mit dem französischen Ex-Admiral Paul Emile Réveillère, der sich ab 1891 zum Pazifisten gewandelt hatte. Eine größere Aufmerksamkeit verschaffte der deutschen Friedensbewegung 1897 die Organisation des Hamburger Weltfriedenskongresses, deren Reihe 1889 in Paris wieder aufgenommen worden war. Auch auf der ersten Haager Friedenskonferenz von 1899 waren deutsche Delegierte vertreten. Dort wurde ein Abkommen zur friedlichen Erledigung internationaler Streitfälle verabschiedet.

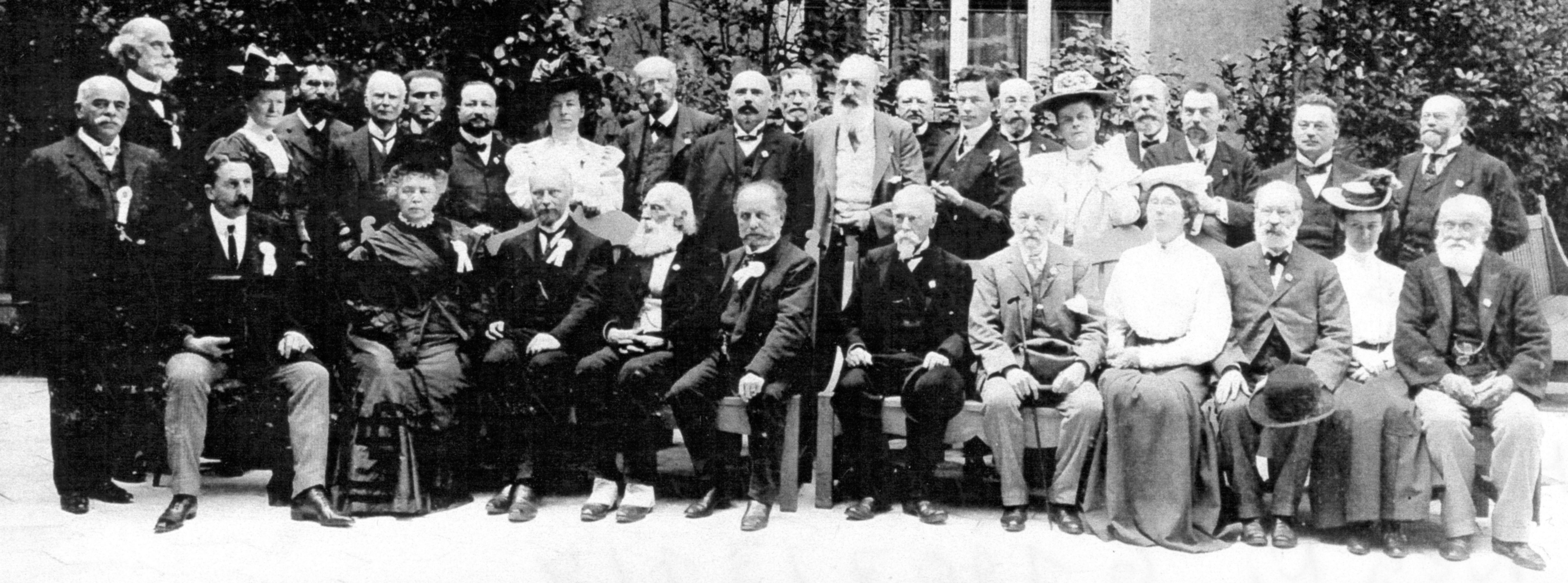
Weltfriedenskongress 1907 in München: Bertha von Suttner (sitzende Reihe, zweite von links), Organisator Ludwig Quidde (rechts daneben), Frédéric Passy (rechts daneben); Margarethe Quidde (hinter Ludwig Quidde), Henri La Fontaine (rechts neben ihr), A. H. Fried (stehende Reihe, dritter von rechts), Fridtjof Nansen (stehende Reihe, neunter von links)

 Trotz eines stärkeren Organisationsgrades und einer zunehmenden Öffentlichkeitswirkung – auch durch den 1901 erstmals verliehenen Friedensnobelpreis – erzielten die Pazifisten zu Beginn des 20. Jahrhunderts keinen maßgeblichen Einfluss auf die Politik der imperialistischen Staaten. Die Ergebnisse der zweiten Haager Friedenskonferenz von 1907 blieben ebenfalls hinter den Erwartungen zurück, was die Einrichtung einer internationalen Schiedsgerichtsbarkeit und die Abrüstungsbemühungen betraf. Vor allem im Deutschen Reich sahen sich die Anhänger der Friedensbewegung starken Anfeindungen ausgesetzt. Der 1912 gegründete Deutsche Wehrverein richtete sich explizit gegen die „Träume des Weltfriedens und internationaler Verbrüderung“. Dem bürgerlichen Pazifismus, dessen Vertreter meist dem linksliberalen Spektrum zuzuordnen waren, fehlte es an einer Massenbasis, da sich die Sozialdemokratie gegen eine Zusammenarbeit sperrte. Diese versprach sich erst durch den Zusammenbruch des Kapitalismus eine langfristige Friedensperspektive und betrachtete den Pazifismus lange als eine „bürgerliche Verschleierungsideologie“. Erst in den Jahren vor Beginn des Ersten Weltkrieges näherten sich die Positionen an.

### Erster Weltkrieg
Der Ausbruch des Ersten Weltkrieges im August 1914 bedeutete den „Zusammenbruch der pazifistischen Utopie“ (Karl Holl). Das betraf vor allem die Anhänger des organisatorischen Pazifismus wie Fried, die nun einsehen mussten, dass die zunehmende Verflechtung der Staatenbeziehungen keine Gewähr für den Frieden geboten hatte. Auch der internationalen Arbeiterbewegung gelang es nicht, eine gemeinsame Position gegen den Krieg zu finden. Der französische Sozialistenführer Jean Jaurès wurde Ende Juli 1914 in Paris von einem Nationalisten ermordet. Die SPD stimmte im Reichstag für die Kriegskredite. Nach Ausbruch des Krieges überwachten und zensierten die militärischen Behörden die Pazifisten, die nun neue Methoden der Organisation und eine neue Programmatik finden mussten.
Im Deutschen Reich führte dies zur Gründung neuer Organisationen, wie dem Bund Neues Vaterland, die stärker innenpolitisch ausgerichtet waren und eine Demokratisierung Deutschlands als Vorbedingung für eine friedliche Entwicklung anstrebten. Da die Behörden im Februar 1916 dem Bund jegliche Betätigung untersagten, wurde im Sommer 1916 die Zentralstelle Völkerrecht gegründet, die für einen Verständigungsfrieden warb und auf Demokratisierung drang. Die neuen Organisationen wurden ebenfalls stark behindert und konnten ebenso wie andere pazifistische Bestrebungen keinen entscheidenden Einfluss ausüben.
Seit 1916 setzte sich die Pazifistin und politische Salonière Hetta Gräfin Treuberg zunächst für die Beendigung des Krieges und anschließend, trotz Verfolgungen durch die Obrigkeit, für ein friedliches Deutschland ein. Dabei nutzte sie ihre internationale Bekanntheit und Verbindungen zu einflussreichen Politikern, Intellektuellen und Journalisten unterschiedlicher politischer Couleur.
Auf internationaler Ebene setzten Pazifisten ihre Bemühungen ebenfalls fort. So berief der neu gegründete niederländische Anti-Oorlog-Raad im Frühjahr 1915 eine Konferenz in Den Haag ein, an der Abordnungen aus den kriegführenden Staaten sowie neutralen Ländern wie den USA, Schweden und Norwegen teilnahmen. Frankreich war hingegen nicht vertreten. Die internationalen Aktivitäten der deutschen Pazifisten wurden von den Behörden zunehmend erschwert.
In den USA wurde die Debatte um den Pazifismus dadurch geprägt, dass isolationistische und pro-deutsche Kreise dessen Positionen vertraten, um einen Kriegseintritt der USA zu verhindern. Nach Ansicht der Interventionisten wurde damit jedoch der Politik des Deutschen Reiches in die Hände gespielt. Dennoch bedienten sich Politiker der Alliierten einer pazifistischen Rhetorik, um die Ziele des Krieges zu formulieren, so unter anderem die Absicht, einen dauerhaften Frieden durch Gerechtigkeit zu etablieren. Vor allem die Außenpolitik des US-Präsidenten Woodrow Wilson stand unter Einfluss pazifistischen Gedankengutes. So enthält der letzte seiner im Januar 1918 formulierten 14 Punkte die Forderung nach der Einrichtung eines Verbandes der Nationen „zum Zweck gegenseitiger Bürgschaften für die politische Unabhängigkeit und die territoriale Unverletzbarkeit der kleinen sowohl wie der großen Staaten“.
Nach dem Krieg verteidigten sich Angehörige der Friedensbewegung wie Hellmut von Gerlach gegen den Vorwurf der Untätigkeit: „Uns Pazifisten ist manchmal von befreundeter Seite vorgeworfen worden, wir hätten während des Krieges zu wenig getan. Mir scheint, wir haben unter Übernahme nicht ganz unerheblicher persönlicher Risiken getan, was wir tun konnten, ohne illegal zu werden.“
Dennoch wird dem Pazifismus zugutegehalten, im Ersten Weltkrieg aus seiner Nische herausgetreten zu sein:

„Der Pazifismus hat sich im Weltkriege als eine Macht ersten Ranges erwiesen. Im Namen des Pazifismus wurde der Krieg bis zur völligen Niederwerfung Deutschlands geführt. […] Die Geschichtsauffassung des Pazifismus ist im Kriege zur öffentlichen Meinung der Welt geworden und in der deutschen Revolution auch zum offenen Bekenntnis breiter Schichten des deutschen Volkes.“

### Weimarer Republik

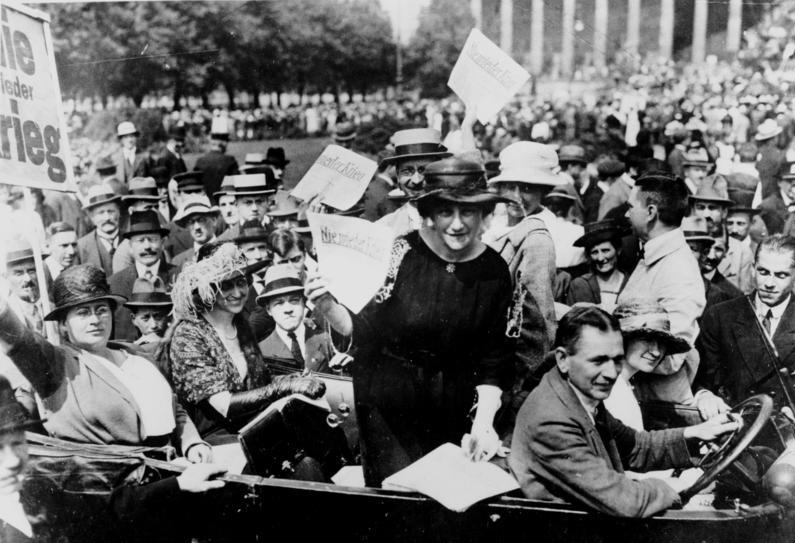
Demonstration von Pazifisten 1921 im Berliner Lustgarten

Gegen Ende des Ersten Weltkrieges war der Pazifismus wegen der vorherrschenden Kriegsmüdigkeit und verbreiteten Probleme (z. B. Hunger im Steckrübenwinter 1917/18, Mangel an vielen Gegenständen des täglichen Bedarfs) in Deutschland und weiteren Staaten Europas sehr populär. Mitglieder der Friedensbewegung gelangten zwar nach der Novemberrevolution zeitweise in politische Ämter (Ludwig Quidde, Hellmut von Gerlach, Walther Schücking), verloren aber bald wieder ihren politischen Einfluss. Ebenfalls erlangte der Pazifismus mit Organisationen wie dem Friedensbund der Kriegsteilnehmer und der Nie-wieder-Krieg-Bewegung nur bis etwa 1923 eine Massenbasis.
Ab 1918 griffen rechtsgerichtete Kreise die Pazifisten als Landesverräter an und schufen ein innenpolitisches Klima, in dem etwa Kurt Eisner (1919), Hans Paasche (1920) und Alexander Futran (1920) ermordet und auf von Gerlach (1920) und Maximilian Harden (1922) Attentate verübt wurden. Gegen Professoren mit pazifistischen Ansichten wie Albert Einstein, Georg Friedrich Nicolai, Friedrich Wilhelm Foerster oder Emil Julius Gumbel agitierten auch Studenten.
Diese nationalistischen Kreise werteten die Bedingungen des Friedensvertrages von Versailles als Folge des Pazifismus. Dabei lehnten viele deutsche Pazifisten diesen Vertrag ab, so Ludwig Quidde im Mai 1919 in der Weimarer Nationalversammlung:

„Niemand hat mehr Veranlassung als wir Pazifisten, mit der größten Schärfe gegen diese Friedensbedingungen aufzutreten. […] Diese Friedensbedingungen zerstören die Voraussetzungen internationaler Verständigung und des Völkerbundes. […] Wir wollen nicht hineintreiben in die Stimmung des Vergeltungskriegs, wir wollen einen ehrlichen, einen dauernden Frieden, und darum dürfen uns unsere Gegner einen solchen Frieden nicht aufzwingen.“

Pazifisten diskutierten die Kriegsschuldfrage kontrovers. Foerster und Nicolai akzeptierten die deutsche Kriegsschuld prinzipiell, Schücking, Wehberg und Quidde forderten dagegen zuerst staatsunabhängige sorgfältige Untersuchungen dazu. Dabei wurde deutlich, dass der deutsche Pazifismus in „sozialer und ideologischer Hinsicht heterogener, nuancenreicher und erheblich kontroverser“ als vor Kriegsbeginn 1914 geworden war. Einig waren sich die Pazifisten aber darin, dass die Bedingungen des Versailler Vertrages, vor allem seine Rüstungsbegrenzungen, nach dessen Unterzeichnung eingehalten werden sollten.
Um die zersplitterten Kräfte zu bündeln, schlossen sich 13 Verbände zum Jahreswechsel 1922 zum Deutschen Friedenskartell (DFK) zusammen, das 1928 zusammen 22 Verbände mit maximal 100.000 Mitgliedern repräsentierte. Im Laufe der Weimarer Republik kam es auch innerhalb der Deutschen Friedensgesellschaft zu Flügelkämpfen, weil sich die verschiedenen Gruppierungen in ihrem Radikalismus zu übertreffen versuchten. So urteilte der Schriftsteller Otto Flake 1926 über Kurt Hiller: „Hiller ist so sehr radikaler Pazifist, daß er auf den Kongressen jede Resolution durch eine noch extremere überbietet.“ Auch der Journalist und spätere Friedensnobelpreisträger Carl von Ossietzky (1889–1938) kritisierte vor Beginn des Weltfriedenskongresses von 1924 in Berlin die Friedensbewegung scharf:

„Die Sentimentalität von einst ist robustem Deklamatorentum gewichen, die freundliche Predigt der Suttner den haßerfüllten Expektorationen wilder Männer. Dazu sind gestoßen Fanatiker und Sektierer aller Art, Projektenmacher mit dem Kardinalrezept für alle Weltübel, Allerweltsreformer, die das Fleisch verabscheuen, infolgedessen auch Muskelkraft und alles Masculine überhaupt; sie zeugen ihre Kinder, wenn es schon mal nicht anders geht, dann wenigstens mit ausgesprochener Unlust, und möchten die ganze Menschheit am liebsten auf Kohlrabi-Diät festlegen. Die Politiker sind zwischen Querulanten und wunderlichen Heiligen in der Minderzahl. Sie haben das Ihrige getan, aber es ist ihnen bisher nicht gelungen, die Bewegung als solche an den Realitäten zu orientieren.“

Die zunehmende Radikalität und Zersplitterung des Weimarer Pazifismus machte eine Zusammenarbeit mit den Parteien der Weimarer Koalition immer schwieriger. Schließlich gelang dem radikalen Flügel um Fritz Küster, die bürgerlichen Kräfte um Quidde aus der Führung der Deutschen Friedensgesellschaft zu drängen, was „den organisierten Pazifismus in Deutschland vollends in die Isolation geraten ließ“.
Auf internationaler Ebene wurde 1926 mit dem Eintritt Deutschlands in den Völkerbund jedoch ein wichtiges Ziel der völkerrechtlich orientierten Pazifisten erreicht. Das galt auch für den 1928 abgeschlossenen Briand-Kellogg-Pakt, mit dem die unterzeichnenden Staaten darauf verzichteten, den Krieg zum Werkzeug ihrer Politik zu machen. Der Pakt bedeutete auch den Versuch, Kriege allgemein zu ächten und eine Grundlage für nachfolgende juristische Verfahren und Urteile zur Völkerrechtswidrigkeit von Angriffskriegen wie etwa bei den Nürnberger Prozessen zu schaffen. Das 1925 vereinbarte Genfer Protokoll gegen den Einsatz von Giftgas wurde von Pazifisten jedoch auch kritisch aufgenommen, da der Verzicht auf diese Waffe den Krieg für die Militärs wieder kontrollierbarer mache:

„Die pazifistischen Entdeckungen über den Gaskrieg sind unsern Militariern doch furchtbar in die Knochen gefahren, besonders den Etappenmilitariern, denen jetzt zu dämmern beginnt, daß in dem neuen Krieg nicht mehr zwischen Uradel bei hohen, hinten liegenden Stäben und bürgerlichen Frontschweinen unterschieden werden kann. […] Durch die Giftgase geht der Krieg an sich selber kaputt. Das aber würde Tausenden, die sich auf die Tapferkeit als Lebenserwerb gelegt haben, das Brot nehmen.“

Gegen Ende der 1920er Jahre verschärften sich die Repressalien in der Weimarer Republik gegen Pazifisten. So wurden Ossietzky und Walter Kreiser 1931 im sogenannten Weltbühne-Prozess wegen Spionage verurteilt. Der unabhängige sozialistische Pazifist Emil Gumbel wurde nach anfänglichem Widerstand der badischen Regierung 1932 als Professor an der Universität Heidelberg entlassen. Der evangelische Theologe Günther Dehn durfte 1932 auf Druck des Nationalsozialistischen Deutschen Studentenbundes seine Professur in Halle/Saale nicht antreten. Ein Berliner Gericht wertete den von Tucholsky geprägten Satz „Soldaten sind Mörder“ jedoch nicht als Beleidigung der Reichswehr und sprach den angeklagten Weltbühne-Herausgeber Ossietzky im Juli 1932 frei.

### Nationalsozialismus und Zweiter Weltkrieg

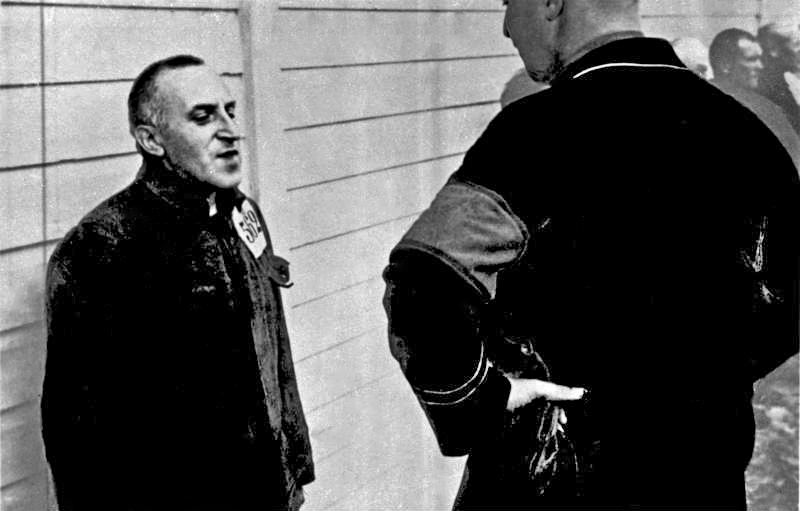
Carl von Ossietzky in KZ-Haft (1934)

Der Pazifismus gehörte neben dem Liberalismus und dem Marxismus zu den ideologischen Hauptfeinden des Nationalsozialismus. In der Nazi-Doktrin „kulminierte die aus traditionellen, konservativen und aus rechtsradikalen Ideologie-Elementen gebündelte Pazifismuskritik in einer totalen Verneinung des Pazifismus“. Mit der Ernennung Adolf Hitlers zum Reichskanzler im Januar 1933 waren die führenden Vertreter der Friedensbewegung starken Repressionen und Verfolgung ausgesetzt. Mit der Reichstagsbrandverordnung vom 28. Februar 1933 verbot das NS-Regime die DFG und die ihr nahestehende Christlich-Soziale Reichspartei. Am 3. März wurde die DFG-Zeitung Das Andere Deutschland verboten, am 5. März das DFG-Büro geschlossen, die dortigen Akten beschlagnahmt. Zahlreiche Pazifisten wurden inhaftiert und in Konzentrationslager interniert: darunter Küster, Ossietzky, Gerhart Seger, Hiller und Paul von Schoenaich. Ins Ausland flohen unter anderen Gerlach, Harry Graf Kessler, Otto Lehmann-Rußbüldt, Ludwig Quidde, Helene Stöcker, Anna Siemsen. Andere, wie Foerster, Tucholsky und Berthold Jacob, hatten sich schon vorher in Sicherheit gebracht.
Auf der ersten Ausbürgerungsliste des Deutschen Reiches vom August 1933 standen neben emigrierten KPD- und SPD-Mitgliedern auch wichtige Vertreter der deutschen Friedensbewegung wie Alfred Falk, Foerster, Gerlach, Kurt Grossmann, Gumbel, Jacob, Lehmann-Rußbüldt, Leopold Schwarzschild und Tucholsky.
Der Austritt aus dem Völkerbund im Oktober 1933 bedeutete eine offene Absage des Nazi-Regimes an internationale Formen der Konfliktlösung. Emigrierte und ausgebürgerte Pazifisten protestierten 1935 gegen die Wiedereinführung der Wehrpflicht und die damit verbundene Androhung der Todesstrafe für Kriegsdienstverweigerer und Deserteure. Die deutsche Exilbewegung erreichte 1936, dass dem jahrelang in Konzentrationslagern inhaftierten Ossietzky der Friedensnobelpreis für 1935 zuerkannt wurde. Damit wurde der Terror gegen Andersdenkende unter dem NS-Regime weltweit publik.
Die meisten deutschen Pazifisten rechneten damit, dass das Hitler-Regime früher oder später einen Krieg entfesseln würde. Daher schien eine Abkehr vom prinzipiellen Gebot der Gewaltfreiheit plausibel, um sich im Falle eines Angriffs verteidigen zu können. Nachdem englische Gewerkschaften am 9. September 1934 erklärt hatten, ihre Regierung im Falle eines Angriffes zu unterstützen, schrieb Gerlach im Pariser Exil:

„Die englischen Arbeiter sind nicht dem Pazifismus untreu geworden, sie haben nur eingesehen, dass andere Zeiten andere Methoden des Pazifismus erheischen. Was vor Hitler erlaubt oder sogar gut war, kann unter Hitler zu einem Verbrechen am Pazifismus werden, nämlich zu einer Ermunterung seiner Gewaltpolitik und damit zur Erhöhung der Kriegsgefahr führen.“

Auch Kurt Tucholsky hatte im schwedischen Exil wenig Verständnis für die nachgiebige Haltung der Westmächte gegenüber Hitler und hielt harte, aber nicht-militärische Schritte für notwendig:

„Nichts als Pacifist zu sein – das ist ungefähr so, wie wenn ein Hautarzt sagt: ‚Ich bin gegen Pickel.‘ Damit heilt man nicht. […] Ich habe einen Interventionskrieg stets für wahnsinnig gehalten […] Zwischen diesem Krieg und einer energischen und klaren Haltung aller Mächte Europas ist noch ein großer Unterschied. […] Zu machen war: Boykott. Blockade. Innere Einmischung in diese Barbarei, ohne Krieg zu führen.“

Die nicht-deutschen Pazifisten vertraten eine zurückhaltendere Position gegenüber dem Nazi-Regime. Trotz einer prinzipiell ablehnenden Haltung gegenüber Hitler wurde dessen Forderung nach einer Revision des Versailler Vertrages auch aus pazifistischen Gründen Verständnis entgegengebracht. So schrieb nach einem Treffen der Sozialistischen Arbeiterinternationale und dem Internationalen Gewerkschaftsbund im März 1939 einer der englischen Delegierten:

„Die deutsche Nation wirft ihre Fesseln von Versailles ab, und wie sehr wir Abneigung und Misstrauen gegen ihren Führer empfinden und seine Methoden missbilligen, das Ergebnis ist dennoch nicht ganz unwillkommen. […] wir würden nicht ohne Befriedigung die Vereinbarungen nach dem letzten Weltkriege gänzlich revidiert sehen.“

Die Nationalsozialisten wussten solche Stimmungen zu benutzen, indem sie einen „geheuchelten Pazifismus“ anwandten, den der spätere NS-Funktionär Konstantin Hierl bereits 1928 skizziert hatte:

„Es gibt zwei Arten von Pazifismus, einen echten Pazifismus, der aus schwächlicher, kranker Veranlagung oder Verblendung entspringt, aber ehrlich gemeint ist, und einen geheuchelten Pazifismus. Dieser letztere ist ein politisches Kampfmittel und dient geradezu der Kriegsvorbereitung. Indem er den Gegner mit Friedensphrasen einschläfert, sucht er ihn zu veranlassen, seine Rüstung zu vernachlässigen. Der einschläfernde Dunst, den er dem Gegner vormacht, ist dann auch geeignet, die eigenen Rüstungen zu vernebeln.“

So berief sich auch Hitler selbst auf den „Pazifismus“, um seinen aggressiven außenpolitischen Kurs zu rechtfertigen:

„Für uns kann Pazifismus nur auf der humanitären Theorie basieren, dass jede Nation ein Recht auf Leben haben muss. Ich sage leben, nicht vegetieren. Wer Frieden schaffen möchte, muss sich zuerst über die Rechte der Völker informieren.“

Anders als 1914 wurden die Pazifisten im September 1939 jedoch nicht vom Ausbruch des Krieges überrascht. So hatte beispielsweise bereits im August 1939 Albert Einstein den US-Präsidenten Franklin Delano Roosevelt aufgefordert, den Bau einer Atombombe zu forcieren.
Roosevelt unternahm nach dem Scheitern des Völkerbundes noch während des Zweiten Weltkrieges einen zweiten Versuch, eine Organisation zur Sicherung des Friedens zu schaffen, und erarbeitete zusammen mit dem britischen Premierminister Winston Churchill die Atlantik-Charta. Am 1. Januar 1942 beriefen sich 26 Staaten in der Deklaration der Vereinten Nationen auf die Prinzipien der Atlantik-Charta. Durch die Mitarbeit der Sowjetunion und der Republik China an der neuen Friedensordnung kam es am 30. Oktober 1943 zur Moskauer Deklaration der vier Mächte, die auf eine schnellstmögliche Schaffung einer allgemeinen, auf dem Prinzip der souveränen Gleichheit aller friedliebenden Staaten aufbauenden Organisation zur Aufrechterhaltung des Friedens und der internationalen Sicherheit zielte. Bei der Konferenz von Dumbarton Oaks wurde weiter über die Gründung der UN beraten. Nach Einbeziehung Frankreichs in den Kreis der hauptverantwortlichen Mächte konnte die Charta der Vereinten Nationen 1945 auf der Konferenz von Jalta fertig gestellt werden. Sie wurde am 26. Juni 1945 in San Francisco von 50 Staaten unterzeichnet.

### 1945 bis 1989
Nach dem Ende des Zweiten Weltkriegs galten die Positionen des Pazifismus (in Deutschland zuvor vom NS-Regime diskreditiert) allgemein als wieder rehabilitiert. Dies kommt beispielhaft im 1946 formulierten Artikel 9 der japanischen Verfassung zum Ausdruck. Die Atombombenabwürfe auf Hiroshima und Nagasaki lösten zudem Furcht vor apokalyptischen Zerstörungen im Falle eines Atomkrieges aus. Ähnlich wie nach dem Ersten Weltkrieg herrschte bei vielen Menschen wieder eine „Nie-wieder-Krieg-Stimmung“ vor, die den Neubeginn pazifistischer Organisationen begünstigte. Ihren Niederschlag fand diese Stimmung beispielsweise in mehreren Landesverfassungen im Westen Deutschlands. Zum Beispiel lautete Artikel 3 der Verfassung von Südbaden (die am 18. Mai 1947 per Volksabstimmung beschlossen wurde): „Kein badischer Staatsbürger darf zur Leistung militärischer Dienste gezwungen werden.“
Auch das im Grundgesetz verbriefte Recht auf Kriegsdienstverweigerung geht auf den Einfluss von Pazifisten zurück; unter anderem hatte sich die (1946 wiedergegründete) DFG dafür starkgemacht. Auch wurde in Artikel 26 die Vorbereitung eines Angriffskrieges verboten.
Durch die Entwicklung des Ost-West-Konfliktes geriet die pazifistische Bewegung in Deutschland wieder in die Defensive:

„In dem Maße, in dem in Westdeutschland das Stichwort ‚Friede‘ mit kommunistischer Subversion in Verbindung gebracht und damit tabuisiert wurde, vollzog sich in der DDR im Rahmen der ideologischen innerdeutschen Auseinandersetzung die Aneignung der historischen ‚bürgerlichen Friedensbewegung‘ als ‚humanistisches Erbe‘. Dabei blieb jedoch der Widerwille gegenüber der Aussicht auf eine Erneuerung militärischer Stärke Deutschlands zumindest in den Anfängen der Bundesrepublik Deutschland als eine pazifistische Grundströmung der westdeutschen Bevölkerung deutlich ausgeprägt.“

Diese Grundströmung manifestierte sich beispielsweise in der Ohne-mich-Bewegung zu Beginn der 1950er Jahre, als über die Wiederbewaffnung der Bundesrepublik im Zusammenhang mit dem Eintritt in die NATO diskutiert wurde. Eine Volksbefragungsbewegung brachte etwa sechs Millionen Unterschriften gegen die Wiederbewaffnung, aber keinen politischen Erfolg.
Eine weitere derartige Initiative, nach ihrem Ausgangspunkt Paulskirchenbewegung genannt, verlief ebenfalls erfolglos.
Unterstützer von Wiederbewaffnung und Westintegration versuchten ab 1950, den Begriff Pazifismus mit negativen Konnotationen wie illusionär, zersetzend, absolut, aggressiv, vulgär und radikal verächtlich zu machen.
Das Nachrichtenmagazin Der Spiegel konstatierte 1957: „Der pazifistische Nachkriegsschock schwand rasch dahin.“ Einen neuen internationalen Impuls erhielt die Friedensbewegung durch den Start der Ostermärsche gegen Ende der 1950er Jahre in England. Diese Protestform, die sich vor allem gegen das atomare (Wett)rüsten richtete, wurde auch von deutschen Pazifisten übernommen und zunächst von 1960 bis 1969 praktiziert. Die Ostermarschbewegung erhielt wegen der Diskussion über den Vietnam-Krieg sowie über die Notstandsgesetzgebung auch Zulauf aus Studentenkreisen. Die Bewegung zerfiel Ende der 1960er Jahre, auch angesichts der Zerschlagung des Prager Frühlings (1968) durch Truppen des Warschauer Paktes. Nach Ansicht von Historikern löste sich das pazifistische Protestpotenzial jedoch „keineswegs [… auf], der Protest war nur von einer manifesten in eine latente Phase übergegangen“. So entstanden im Westen universitäre und außeruniversitäre Einrichtungen der Friedens- und Konfliktforschung; auch nahm die Zahl der Kriegsdienstverweigerer in der Bundesrepublik Deutschland zu. 1974 fusionierte die DFG mit Wehrdienstverweigererverbänden zur DFG-VK.

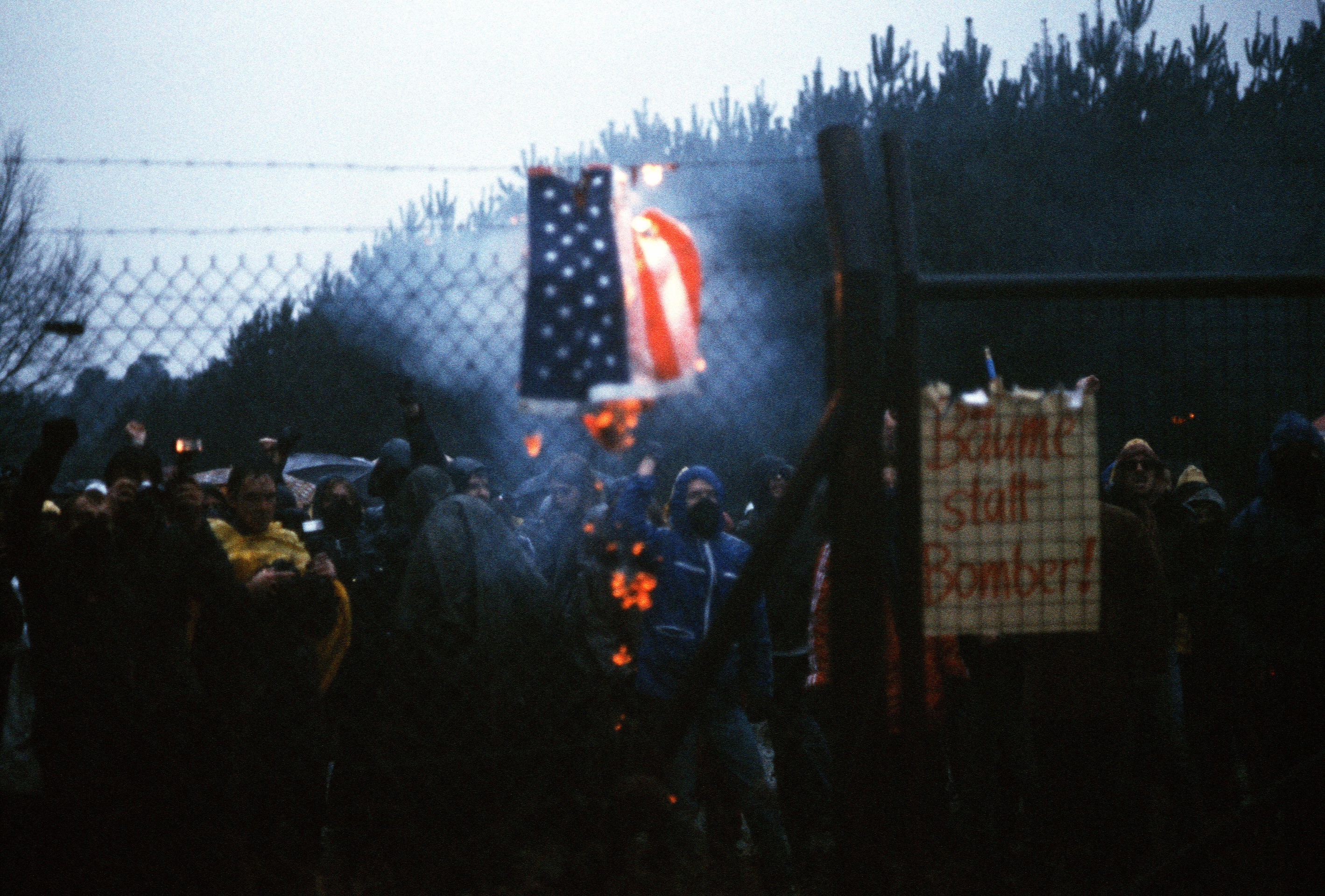
Demonstranten verbrennen die Flagge der USA vor einem US-Militärstützpunkt in Deutschland (Dezember 1982)

Mit Beginn der Debatte um den NATO-Doppelbeschluss vom 12. Dezember 1979 gelangten pazifistische Positionen wieder verstärkt ins öffentliche Bewusstsein. Dabei gelang es der Friedensbewegung nach den Worten des Germanisten Martin Wengeler, „den in den 50er Jahren (wie auch schon bei den Nazis) stigmatisierten Ausdruck Pazifismus wieder positiv verwendbar zu machen und der Diffamierung der damit verbundenen Einstellungen erfolgreich entgegenzutreten“.
Dabei führte der Beschluss des Westens zu einem hohen „nuklearpazifistischen Mobilisierungseffekt“ (Holl), da viele Menschen fürchteten, „die sog. ‚Nachrüstung‘ des Westens könne die Sowjetunion zur Umkehrung der westlichen Erstschlagstrategie, d. h. zu einem Präventivkrieg veranlassen, wodurch Europa und zuallererst die beiden deutschen Staaten in einen Kriegsschauplatz verwandelt würden“.
Die kontroverse Debatte gipfelte in Deutschland in einer Behauptung des damaligen CDU-Generalsekretärs und Familienministers Heiner Geißler, der im Juni 1983 im Bundestag sagte: „Dieser Pazifismus der 30er Jahre hat Auschwitz erst möglich gemacht.“ In anschließenden Diskussion distanzierten sich Politik und Öffentlichkeit weitgehend von Geißlers These und warfen ihm unter anderem „Geschichtsklitterung“, „geistige Spaltung des Volkes“, „Instrumentalisierung einer schrecklichen Vergangenheit“ und eine „perverse Logik“ vor.
Nach dem Beschluss der damaligen CDU/CSU-FDP-Regierung (Kabinett Kohl I) zur Nachrüstung und dem Beginn der Stationierung von Pershing II flauten die Proteste gegen Mitte der 1980er Jahre wieder ab.

### Nach 1989
Das Ende der Blockkonfrontation (Fall der Berliner Mauer, des Eisernen Vorhangs und Zerfall der Sowjetunion) bedeutete für den Pazifismus zunächst die vage Hoffnung auf eine „Friedensdividende“. In den 1990er Jahren zeichneten sich neue Formen der Kriegführung ab, die wieder kalkulierbarer waren (sie implizierten nicht mehr das Risiko einer nuklearen Eskalation). Bei der Frage, wie mit den Bürgerkriegen in Bosnien und Somalia umgegangen werden sollte, zeichnete sich eine Spaltung der Friedensbewegung ab:

„Angesichts der Ausschreitungen ethno-nationalistischer und separatistischer Gruppierungen im auseinanderbrechenden Jugoslawien, die Vertreibungen, Vergewaltigungen und Massaker im Gefolge hatten, begannen Teile des europäisch-amerikanischen Pazifismus eine Ausnahmelogik zu entwickeln, nach der es gute Gründe nicht nur für eine militärische Intervention in Krisengebiete, sondern sogar für die Bombardierung jugoslawischer Städte als probates Mittel erfolgreicher Unterbindung von Menschenrechtsverletzungen gibt. Die causa iusta der Menschenrechtsverletzungen wollte ein anderer Flügel des Pazifismus aber nicht anerkennen. Dieser stigmatisierte die Zustimmung zur Militärintervention der Alliierten als 'Verrat an der Idee des Pazifismus' und bestritt auch, dass die Kriegsgründe ‚gute‘ seien. Wertung erfolgten dabei z. B. unter den Aspekten des ‚Legitimen‘ und ‚Effizienten‘.“

In der Debatte um die Legitimität sogenannter humanitärer Interventionen unterschied der Philosoph Jürgen Habermas 1999 dabei zwischen den Positionen des Rechtspazifismus, der solche Einsätze wie den Kosovokrieg befürwortet, und dem Gesinnungspazifismus, der diese ablehnt:

„Der Rechtspazifismus will den lauernden Kriegszustand zwischen souveränen Staaten nicht nur völkerrechtlich einhegen, sondern in einer durchgehend verrechtlichten kosmopolitischen Ordnung aufheben. […] Die unmittelbare Mitgliedschaft in einer Assoziation von Weltbürgern würde den Staatsbürger auch gegen die Willkür der eigenen Regierung schützen.“

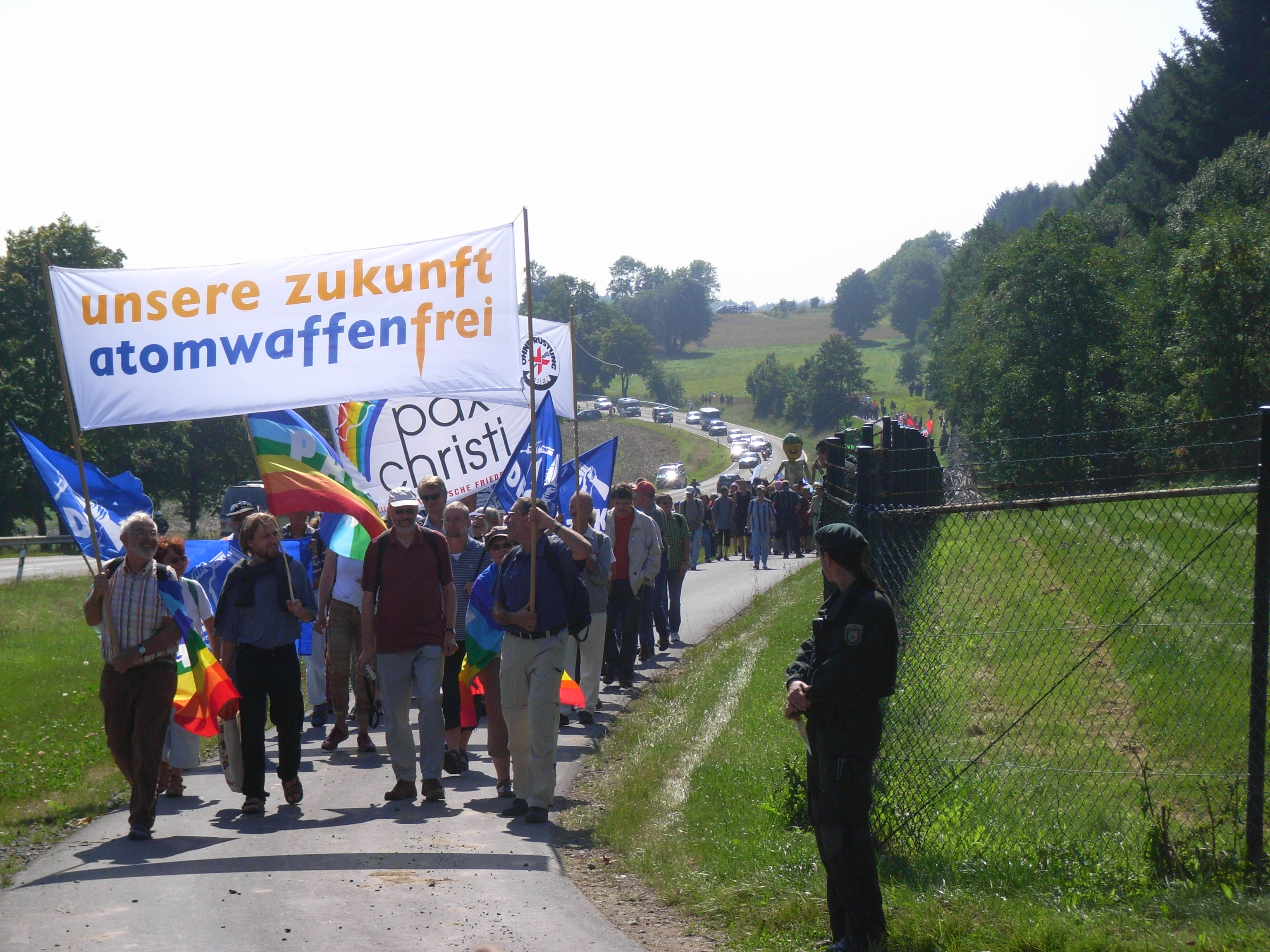
Demonstration gegen Atomwaffen in Deutschland am Fliegerhorst Büchel (August 2008)

Die innerpazifistischen Debatten um die Legitimität von Militäreinsätzen gingen auch während des 'Kriegs gegen den Terror' weiter. Hierbei plädierte beispielsweise der Grünen-Politiker Ludger Volmer für einen verantwortungsethischen politischen Pazifismus, der „im Sinne einer Weltinnenpolitik“ handelt.
Kritiker warfen Volmer „Etikettenschwindel“ und „Enttabuisierung des Krieges“ vor. Auch der Sprachgebrauch wurde kritisiert:

„Aber mit Pazifismus hat das natürlich nichts zu tun, mit welchem Adjektiv man ihn auch verzieren mag: Es handelt sich um bloßes Wortgeklingel, bei dem der Begriff völlig entleert wird, um den eigenen, grundlegenden Politikwechsel zu vernebeln. Ob die politische Wende richtig oder falsch war, darüber könnte man streiten. Aber doublespeak ist immer falsch, und einen zweckrationalen Umgang mit Krieg als ‚Pazifismus‘ zu bezeichnen, ist eine Beleidigung der Intelligenz der Leser.“

### Nach dem russischen Überfall auf die Ukraine 2022
Der russische Überfall auf die Ukraine 2022 spaltete die Friedensbewegung europaweit. So waren Teile der schweizerischen Gruppe für eine Schweiz ohne Armee vehement für Waffenlieferungen an die Ukraine. In Österreich rückte die Grüne Partei vom Pazifismus ab. Philipp Gassert postulierte, dass die deutsche Friedensbewegung, von welcher prominente Exponenten früher aus der Partei Bündnis 90/Die Grünen stammten, mit Russlands Überfall heimatlos geworden sei und dass deren Argumentationsmuster, welche oft auf die NATO zielten, von der russischen Propaganda bedient würden. Hingegen hätte sich kein Friedensaktivist aus Europa oder den USA im Vorkriegswinter 2021/22 nach Petra Kellys Vorbild auf den Roten Platz in Moskau gestellt und für Abrüstung demonstriert. Der pazifistische Diskurs sei für toxische Desinformation missbraucht worden. In der Ukraine gingen überzeugte Pazifisten an die Front.
Jochen Rack zitierte zum Dilemma Karl Jaspers: Der Pazifismus steht in der „Gefahr der Unterwerfung unter… die Gewalt des Totalitären“. «Was ist das für eine Haltung zu sagen, dass man wegen früherer Fehler keine Hilfe leisten könne?» «Das ist kein Pazifismus, das ist eine Ausrede!» sagte Roman Schwarzman, der Vorsitzende des Verbands der Holocaust-Überlebenden in der Ukraine. Der Philosoph Slavoj Žižek sagte, einige der pazifistischen Positionen implizierten, dass westliche Regierungen Russland einfach erlauben sollten, die Ukraine zu besetzen. Nicht den Angreifer, sondern das Opfer und seine Unterstützer unter Druck zu setzen, sei kein Pazifismus. Ferner würden diese „Pazifisten“ darauf bestehen, Putin zu „entdämonisieren“ für Verhandlungen. Žižek schlägt im Gegenteil vor: „Der Angriff auf die Ukraine zwingt uns, nicht Putin persönlich zu dämonisieren, sondern sein gesamtes äußerst gefährliches geopolitisches und ideologisches Projekt.“
Doch haben sich auch in den Monaten nach dem russischen Überfall auf die Ukraine Pazifisten wie z. B. der Berliner Philosoph Olaf L. Müller zu Wort gemeldet, denen zwar eine Hilfspflicht gegenüber der Ukraine einleuchtet, die aber die Frage aufwerfen, ob der bislang nicht gut dokumentierte, aber erhebliche Blutzoll unter den Soldaten beider Seiten und unter den ukrainischen Zivilisten nicht vielleicht durch rein zivile Maßnahmen der Gegenwehr hätte deutlich geringer ausfallen können; dieser skeptischen Position zufolge ist es alles andere sicher, dass wir die Folgen der Fortsetzung dieses Krieges gut genug vorhersagen und kontrollieren können, um etwa einen Atomkrieg infolge der Waffenlieferungen auszuschließen. Müller plädiert für einen verantwortungsethisch statt rein gesinnungsethisch orientierten Pazifismus, der die Folgen eines Krieges und seiner Eskalation für menschliches Leid und Massensterben in den Fokus rückt. Für einen solchen Pazifismus gebe es bessere Gründe als für jede Form von „gesinnungsethischem Verteidigungsbellizismus“, der fordert, ein Angriffskrieger müsse mit allen militärischen Mitteln gestoppt werden, die Risiken der zunehmenden Kriegsspirale seien dabei in Kauf zu nehmen: „Auch die kriegerischen Handlungen eines auf dem Papier noch so berechtigten Verteidigungskrieges können maßlos und unverhältnismäßig werden, und zwar dann, wenn ihre Folgen aus dem Ruder laufen, wenn etwa die Verteidigung die ganze Menschheit an den Abgrund bringt [...] bis letzten Blutstropfen weitergeführt wird – oder aber bis zu einem Sieg, der für einen viel zu hohen Preis an Opfern erkauft wird.“ Der Osteuropahistoriker und Stalinismusforscher Jörg Baberowski hält Müllers Thesen entgegen, dass pazifistische Lösungsversuche im Krieg illusorisch („keine Option“) seien. Der Pazifismus gedeihe nur im Frieden oder am Ende eines verlustreichen Krieges wie in Deutschland nach 1945. Hier habe er die Funktion eines wichtigen Korrektivs in Richtung Verständigung statt Konfrontation. Es sei aber „zutiefst verstörend, dass die Pazifisten von gestern heute die Tugenden des Krieges besingen“. Mit dem völkerrechtswidrigen russischen Angriffskrieg auf die Ukraine sei nun der Krieg nach Europa zurückgekommen. Diese Wahrheit sollte nicht benutzt werden, um „alle Versuche der Vergangenheit, zu Verständigung zu kommen [zu] diskreditieren“. Waffenlieferungen „mag den Anforderungen des Augenblicks genügen [...] kann aber keinen Frieden garantieren, der den nächsten Tag überdauert.“ Jürgen Habermas erläuterte, warum der Pazifismus in den Debatten zu diesem Thema kaum eine Rolle spielt:

„Zwar hat die am Ende des 19. Jahrhunderts aufkommende pazifistische Bewegung die Gewaltdimension von Kriegen politisiert, aber das eigentliche Thema ist dabei nicht die schrittweise Überwindung von Kriegen als Mittel der Beilegung internationaler Konflikte, sondern die Weigerung, überhaupt Waffen in die Hand zu nehmen. Insoweit spielt der Pazifismus keine Rolle für jene beiden Perspektiven, die sich nach der Gewichtung der Kriegsopfer voneinander differenzieren.“

Kontrovers diskutiert wurde die im Februar 2023 von der Politikerin Sahra Wagenknecht und der Publizistin Alice Schwarzer initiierte Online-Petition Manifest für Frieden.

## Kritik
Kritik an einer friedfertigen, nicht auf militärische Rüstung und Konfrontation ausgerichteten Haltung ist schon seit der Antike dokumentiert. Überliefert ist die lateinische Devise „Si vis pacem, para bellum“ („Wenn du Frieden willst, bereite Dich zum Krieg“). In militaristisch geprägten Staaten wie dem Deutschen Kaiserreich wurden pazifistische Positionen als „Friedenshetze“ und staatsschädliche Agitation bekämpft. Damit ging bisweilen eine Hochschätzung des Krieges einher, dem „neben schädlichen auch wohltätige, veredelnde, sittlich erziehende Wirkungen“ (Felix Dahn) zugesprochen wurden. In Deutschland haftete dem Pazifismus stärker als in anderen europäischen Ländern somit der „Verdacht politischer Naivität, des Unmännlichen und der Schwäche, ja, auch der moralischen Minderwertigkeit und unpatriotischen Gesinnung“ an.
Aber auch bei Personen, die den Krieg als solchen nicht befürworten, wird vor allem der gewaltlose Pazifismus kritisch gesehen. In der aktuellen Debatte wird die Kritik des kanadischen Philosophen Jan Narveson zitiert, wonach ein solcher Pazifismus inkohärent und selbstwidersprüchlich ist:

“The pacifist is against violence. But he won’t take the further step of using it if it should be necessary to prevent or to defend against initial violence.”

„Der Pazifist ist gegen Gewalt. Aber er wird in einem weiteren Schritt nicht davon Gebrauch machen, falls diese notwendig sein sollte, ursprüngliche Gewalt zu verhindern oder sich zu verteidigen.“

Sich selbst und seine Angehörigen zu verteidigen, stellt nach Ansicht Narvesons ein Grundrecht dar, das notfalls auch mit Gewalt eingefordert werden müsse. Falls dies nicht möglich sei, werde Menschen in bestimmten Situationen das Recht auf Leben abgesprochen, was wiederum eine Grundprämisse des Pazifismus verletze. Narveson wird entgegengehalten, dass es Pazifisten auch darum gehe, den Krieg als gesamte Institution abzuschaffen und somit einen langfristigen Frieden zu sichern. In diesem Fall wird auf die von dem britischen Politikwissenschaftler Martin Ceadel eingeführte Unterscheidung zwischen Pazifismus und Pazifizismus hingewiesen. Während der Pazifismus für die Doktrin der Gewaltfreiheit stehe, repräsentiere der Pazifizismus eher das Bestreben, auf politischer Ebene sich für die Abschaffung von Kriegen einzusetzen.
Im Laufe des Zweiten Weltkriegs trat George Orwell als ein prominenter Gegner des Pazifismus auf und kritisierte in diesem Zusammenhang pazifistische Haltungen gegenüber Hitler. Er wies dabei darauf hin, dass die Propaganda, Faschisten in demokratischen Ländern betrieben, nicht unterscheidbar sei beispielsweise vom pazifistischen Aktivismus der Peace Pledge Union. In seinem Essay No, not one kommt Orwell 1941 zu folgendem Schluss:

„Da Pazifisten mehr Handlungsfreiheit in Ländern haben, in denen Ansätze der Demokratie bestehen, können Pazifisten effektiver gegen die Demokratie wirken als für sie. Objektiv betrachtet ist der Pazifist pro-nazistisch.“

Auch nach dem Zweiten Weltkrieg behielt Orwell eine kritische Haltung gegenüber dem Pazifismus bei. So schrieb er in einem Essay über Gandhi, dass dieser mit der britischen Labour-Partei einen Gegner hatte, der aufgrund seiner liberalen Ideale gewaltfrei besiegt werden konnte. Gewaltfreier Widerstand oder Pazifismus setze daher einen Gegner voraus, der es moralisch nicht verantworten kann, wehrlose Menschen zu töten.
In jüngster Zeit wurde Pazifisten weiterhin vorgehalten, mit ihrer gesinnungsethischen Grundhaltung, die in früheren Zeiten berechtigt gewesen sei, keine Antworten auf den Umgang mit neuen Formen der Gewalt zu geben. So fragte der Grünen-Politiker Ludger Volmer 2002 in einem anschließend kontrovers diskutierten Artikel:

„Ein solcher Pazifismus setzt sich als universelle Ethik, an deren Ansprüchen der Pragmatismus jeder Regierung scheitert. Aber: Kann die pazifistische Gesinnung diesen Absolutheitsanspruch mit Recht erheben? Oder drücken sich nicht viele, die sich Pazifisten nennen, vor der Verpflichtung, die politische Bedingtheit ihrer Grundeinstellung zu bedenken und zur Debatte zu stellen?“

Volmer plädierte im Gegenzug für einen verantwortungsethischen politischen Pazifismus, der „militärische Gewalt als Ultima Ratio, als letztes Mittel, nicht leugnen“ könne, um beispielsweise den Terrorismus zu bekämpfen. Die Position Volmers wird auch als Beispiel eines „postmodernen Pazifismus“ genannt, bei dem die früheren Etikettierungen überflüssig geworden sind und in dem „pazifistische und bellizistische Positionen mitunter zu einer Einheit“ verschmelzen. Auch in diesem Fall zeigt der Pazifismus eine Nähe zur Theorie des gerechten Krieges: Insofern sich diese Theorie unter bestimmten, eng abgezirkelten Kriterien ethisch für Kriegsführung ausspricht und damit der tendenziellen Ablehnung von Krieg durch den Pazifismus zu widersprechen scheint, hängt viel davon ab, wie die fraglichen Kriterien in der Praxis anzuwenden sind; vor dem Hintergrund einer pazifistischen Weltsicht kann sich durchaus herausstellen, dass die Kriterien eines gerechten Krieges tatsächlich fast nie erfüllt sind.
Dem hielt der Friedensforscher Harald Müller entgegen:

„Für die Menschenrechte wie für den unbedingten Pazifismus gilt, dass die Aufgabe der Unbedingtheit und die Anerkennung von historischem Relativismus Selbstaufgabe bedeutet. Den Pazifismus dazu aufzufordern, scheint mir wenig Erfolg versprechend. Beide Positionen, aber auch der abwägende, verantwortungsethische des von Staatsminister Volmer mit ‚politischer Pazifismus‘ bezeichnete Standpunkt sind mit unausweichlichen Dilemmata konfrontiert.“

## Audios
- Kommentar zum Ukraine-Krieg Plädoyer für einen realistischen Pazifismus, von Thomas Franke, Deutschlandfunk 19. Februar 2023
- Philosophie Pazifismus in Kriegszeiten – geht das?, mit Olaf L. Müller Deutschlandfunk Nova 23. Juni 2023
- Frieden in Zeiten des Krieges Hat Pazifismus eine Zukunft? Diskussion zwischen dem Philosophen und Pazifisten Olaf Müller und dem Soziologen Armin Nassehi, mit Michael Köhler, Deutschlandfunk Streitkultur 22. März 2025